# 少女與戰車角色列表
《少女與戰車》及其衍生作品登場的角色。

## 登場人物

### 大洗女子學園（，Oarai Girls' Academy）

#### 鮟鱇隊（主角隊）
- 最早成立的五個小隊之一，由『西住美穗』和她的朋友們所組成的五人隊伍，其所使用之战车：四號戰車（D型→F2型→H型），為 納粹德國在第二次世界大戰生產的中型戰車。

西住美穗（Nishizumi Miho，聲：淵上舞（日本）；李昀晴（台灣））
別稱:軍神、美穗穗、隊長、小西住、西住大人、美穗莎、小菜包
出生於熊本縣熊本市，生日：10月23日，年齡：16歲，身高：158公分，血型：A型，喜歡的花：櫻花，喜歡的戰車：二號戰車E/F型。
她是鮟鱇隊車長（戰車部副隊長、前戰車部隊長、前黑森峰女子學園戰車部副隊長），就讀于大洗女子學園普通科二年A班，首次出場於本篇第1話。她為本作主角，也是其隊伍中唯一的外地人。出身於戰車道的名流世家西住流的她，原先和姐姐（西住真穗）就讀於黑森峰女子學園，在黑森峰女子學園戰車部擔任副隊長，為了拯救危在旦夕的隊友導致自己搭乘的旗車遭擊毀。各種壓力给她留下陰影而害怕戰車道。為逃避戰車道，她才轉學至大洗女子學園普通科。
與大學選拔隊的（島田愛里壽）喜歡動畫裡虛構的「博科熊」，兩人在劇場版過後，成為好友兼勁敵，相當重視同伴間的情誼，且不輕易拋棄或犧牲隊友，她的個性溫和親切、待人有禮，深受所有戰車部成員們的信任，同時有強大的領導能力，連與她交手過的對手們都認同其實力，連真理高中的喀秋莎這種性格如此高傲的人都佩服她，還給她取了「美穗莎」這個親暱的稱號，因為這幾項原因，所以她被網友稱為「軍神」，甚至在賽後影響其他學校，讓她們改變現有的作戰方式，不過兩場友誼賽因為隊友的關係，都輸給聖葛羅莉安娜女子學院的大吉嶺。
由於校內戰車設備與他校相比顯得落後，而且多數戰車是中小型的戰車，所以常使用游擊戰，活用機動性、街區的狹小與隱蔽空間，讓火力不足的戰車能貼近大型車的距離接近攻擊的機會，基於上述的因素以及大多數成員是第一次接觸戰車道，常常需要指導隊友的應變能力，使得美穗展現出臨機應變這一天分，從早期高中聯賽的戰術指揮，到了劇場版開始指揮多校聯軍對抗大學選拔隊的戰略指揮，在被敵方打亂情勢時都能想出辦法力挽狂瀾、扳回局勢，因為在比賽會時常探出頭觀察局勢因而躲過很多砲彈，在最終章第1話躲過鯊魚隊的村上的快速連拳。
在最終章第1話為了幫前學生會宣傳委員（河嶋 桃）取得「AO入試」保送進大學的資格而將隊長的位子暫時讓給她，但實際上隊伍的指揮者仍然是她本人。
她的名字是取自第二次世界大戰日本陸軍著名戰車軍官西住小次郎，兩者均有「軍神」的稱號。
武部沙織（Takebe Saori，聲：茅野愛衣（日本）；陳貞伃（台灣））
別稱:沙織織、戀愛達人
出生於茨城縣東茨城郡大洗町，生日：6月22日，年齡：16歲，身高：157公分，血型：O型，喜歡的花：薔薇，喜歡的戰車：M26潘興坦克。
其為鮟鱇隊通訊員兼機槍手（學生會宣傳委員），大洗女子學園普通科二年A班，於本篇第1話首次出場，其為麻子的童年好友，與安齊奧高中的（安丘比）一樣，認為加入戰車道會受男性歡迎而加入，憧憬戀愛、認為世上所有一切都是經由戀愛而成的，被隊友稱為「戀愛達人」，實際上沒有戀愛經驗，但交際能力強，能跟任何人聊上天，於料理方面相當有一套。
在跟桑達斯大學附屬高中比賽時，由於（西住美穗）發現桑達斯大學附屬高中的（亞理紗）的間諜氣球，於是在與美穗討論對手在監聽無線電後，美穗發出假訊息作為反擊，她則活用其快速的手機打字速度，利用手機的短信，代替無線電來傳達正確的戰略訊息，在對上黑森峰女子學園前，拿到業餘無線電通訊二級執照，同時在比賽上的語法變得簡潔又確實，因為這項技能，在最終章第1話解讀出鯊魚隊的（蘭姆）之高難度旗語。
在最終章第1話時，從（河嶋桃）手中接任學生會宣傳委員一職。
五十鈴華（Isuzu Hana，聲：尾崎真實（日本）；劉如蘋（台灣））
別稱:大小姐
出生於茨城縣水戶市，生日：12月16日，年齡：16歲，身高：163公分，血型：B型，喜歡的花：多花紫藤，喜歡的戰車：L3/33輕型坦克。
其為鮟鱇隊砲手兼機槍手（學生會會長），大洗女子學園普通科二年A班，首次出場於本篇第1話，出身於花道名流世家的大小姐，為了找尋自己所欠缺之物，她選擇加入戰車道。起初，她的母親（五十鈴百合）反對，但最終接受了女兒的決定。個性沉穩大方，即使遇到突發情況也能臨危不亂，嗅覺也特別敏感，但不擅長家務與料理方面的事情，食量驚人，卻也意外的很能喝辣，在最終章第1話與鯊魚隊的（阿銀）比賽喝辣椒水，並獲得了勝利，在（冷泉麻子）尚未加入前是駕駛員，在美穗一行人去麻子家叫她起床時，曾開著戰車到麻子家迎接她，再加上她對開炮的聲音情有獨鍾，麻子正式擔任駕駛後專注於砲手的職位。
在最終章第1話時，從（角谷杏）接任學生會會長一職。
秋山優花里（Akiyama Yukari，聲：中上育實（日本）；連思宇（台灣））
別稱:忠犬、古德里安、奧伯中士、偵察兵
出生於茨城縣土浦市，生日：6月6日，年齡：16歲，身高：157公分，血型：O型，喜歡的花：蒲公英，喜歡的戰車：7TP雙砲塔型戰車、DL43美洲虎中型戰車。
鮟鱇隊裝填手（學生會副會長），大洗女子學園普通科二年B班，於本篇第1話首次出場，重度軍事迷，軍事知識極為豐富，比任何人都喜歡戰車，只要談到戰車或軍事相關話題便會充滿熱情，為了活用這個知識而加入美穗的小隊，非常崇拜出身於戰車道名流世家的美穗，都以「西住大人」稱呼美穗，被網友給予「忠犬」稱號，雖然軍事知識豐富卻找不到機會活用，在不斷的練習下，讓她在無意間擁有了強大的生存能力，無論戰地探勘、潛入偵察、惡劣環境生存、野炊都難不倒她，正因為有了這些技能，讓她在最終章第1話時能輕鬆解開鯊魚隊的（芙琳特）之船錨扣，但在三次偵察行動中，有兩次被抓包，唯一在安齊奧高中的潛入行動沒有被抓包，還輕鬆返回。
與真理高中比賽時，與河馬隊的（埃爾文）一起出外偵察，成為了摯友，在雪地裡相互照顧外，也運用其知識跟真理高中備用的冬季風衣，找到一名對方的戰車部隊員（妮娜）用聊天的方式，套出整個戰略部署，由於軍事知識常與歷史有重度的關聯，與歷女隊聊得開，作為友好的象徵，被歷女隊給予靈魂之名古德里安。
最終章第1話時，從（小山柚子）接任學生會副會長一職。
冷泉麻子（Reizei Mako，聲：井口裕香（日本）；連婉鈞（台灣））
別稱:大洗老司機
出生於茨城縣東茨城郡大洗町，生日：9月1日，年齡：16歲，身高：145公分，血型：AB型，喜歡的花：橄欖，喜歡的戰車：豹式坦克G型。
鮟鱇隊駕駛員，大洗女子學園普通科二年A班，首次出場於本篇第1話，學年成績第一名的天才，沙織的童年好友，受低血壓症狀所苦而有嗜睡的傾向，也難以早起導致經常遲到而學分不足，選修戰車道後低血壓的症狀略為好轉，比起早起更害怕鬼怪，有懼高症以及自家的祖母，但在晚上擁有極強活動能力，並稱夜晚是其友，雖然沒什麼表情和說話無精打采的個性，看似對週遭事物毫無興趣，不過實際上都有在關心，尤其是自己的祖母一旦聽到她出事便會特別激動，與兔子隊的（丸山紗希）有些許相似之處，一樣沒什麼表情變化、只有一位家人以及驚人的學習能力。
原本想選修書道，在受了沙織的影響下，為了補足學分而改選戰車道，因為有驚人的學習能力，只需看過說明書便會駕駛任何一款戰車，卻也練出不錯的力量，在最終章第1話和鯊魚隊的（卡特拉斯）比拇指摔角時，完全壓制住她的手指，視力有2.0，與野鴨隊的（園綠子）一樣，在與真理高中比賽時，曾利用這項能力與（園綠子）出外偵查敵情。

#### 烏龜隊（前學生會隊）
- 最早成立五個小隊之一，由『前學生會』組成的三人隊伍，使用战车：LT-38戰車→追獵者式戰車，前者為 捷克斯洛伐克在第二次世界大戰前夕生產的輕型戰車，後者為 納粹德國在第二次世界大戰將LT-38戰車改裝而成的驅逐戰車。

角谷杏（Kadotani Anzu，聲：福圓美里（日本）；連婉鈞（台灣））
別稱:會長、安吉
出生於茨城縣水戶市，生日：1月1日，年齡：17歲，身高：142公分，血型：AB型，喜歡的花：向日葵，喜歡的戰車：T28超重型坦克。
烏龜隊車長兼通訊員，後期擔任砲手兼通訊員（前學生會會長），大洗女子學園三年級生，首次出場於本篇第1話，雖然身材嬌小，但性格豪邁，處事手段豪放而大氣，偶爾顯得太過於隨便，經常悠哉地吃著零食，並隨身攜帶自己愛吃的大洗名產「乾甜薯」，拿手的技能是烹飪，在劇情中展現驚人的廚藝，為了避免大洗女子學園遭到廢校，因此將出身於戰車道名流世家的，強行拉入戰車部，要她贏得戰車道全國大賽冠軍，被桑達斯大學附屬高中的（凱伊）稱為「安吉」，因為跟她名字發音相近，講冷笑話時意外戳到（凱伊）的笑點，最喜歡稱安齊奧高中的（安丘比）為「丘比子」。
在最終章第1話，將學生會會長一職交給（五十鈴華）。
小山柚子（Koyama Yuzu，聲：高橋美佳子（日本）；陳貞伃（台灣））
別稱:小柚子
出生於茨城縣水戶市，生日：11月3日年，年齡：18歲，身高：157公分，血型：O型，喜歡的花：白水仙，喜歡的戰車：九七式中戰車。
烏龜隊駕駛員（前學生會副會長），大洗女子學園三年級生，首次出場於本篇第1話，是整個戰車部年紀最大的人，身材姣好、性格温和，但在劇情中是最辛苦的人，負責處理學生會的各種雜務，喜歡稱呼（河嶋桃）為「小桃桃」，時常擔任聖母一職，調解紛爭和安慰河嶋。
在最終章第1話，將學生會副會長一職交給（秋山優花里）。
河嶋桃（Kawashima Momo，聲：植田佳奈（日本）；劉如蘋（台灣））
別稱:小桃桃、河島桃
出生於茨城縣水戶市，生日：5月5日，年齡：17歲，身高：164公分，血型：A型，喜歡的花：非洲菊，喜歡的戰車：虎II坦克。
烏龜隊砲手兼裝填手，後期擔任車長兼裝填手（戰車部隊長、前學生會宣傳委員、前戰車部副隊長），大洗女子學園三年級生，首次出場於本篇第1話，帶著單片眼鏡，個性嚴謹認真，負責學生會公關方面的事務，以強勢作風輔佐著（角谷杏），另外不太喜歡別人叫她小桃桃，除了（小山柚子），射擊技術奇差無比，擔任砲手期間只擊中過，聖葛羅莉安娜女子學院的（薔薇果）所搭乘的十字軍戰車，有時顯得十分急躁，在戰車道方面顯得非常激進且不理智，不過她是唯一能命令鯊魚隊（船舶科隊）的人，並受到鯊魚隊五人尊敬。
在最終章第1話，因為自己成績不出色在各間大學評估錄取率都偏低，因此打算延後一年重考，卻被誤傳為留級還被大肆放送，連校外都知道，為了幫她能成功進入理想的大學眾人決定，在「無限軌道杯」將戰車道隊長的位子暫讓給她以取得「AO入試」的資格，但也僅是掛個名，總指揮仍是由副隊長（西住美穗）執行。
家中有開一間文具店，還擁有很多的家人（父母、四位妹妹、一位弟弟和一隻小狗）
在最終章第1話，將學生會宣傳委員一職交給（武部沙織）。

#### 家鴨隊（排球部隊）
- 最早成立五個小隊之一，由『排球部』組成的四人隊伍，使用战车：八九式中戰車， 日本在1920年代生產的中型戰車。

磯邊典子（Isobe Noriko，聲：菊地美香（日本）；連思宇（台灣））
別稱:隊長
出生於茨城縣東茨城郡大洗町，生日不詳，年齡：16歲，身高：143公分，血型：A型，喜歡的花：牽牛花，喜歡的戰車：M3/M5斯圖亞特坦克。
家鴨隊車長兼裝填手（排球部隊長），大洗女子學園二年級生，首次出場於本篇第1話，運動神經和學習能力很突出，是個文體雙全的優等生，為了復活排球部選修戰車道，平時會同時進行戰車道和排球的修習，不論是哪個訓練都從不放水，和隊友一樣都很熱愛排球，曾說排球永存其心，也是目前排球部輩份最大成員，在官方廣播劇「我們選擇戰車道的理由」中，因為成員不足被迫排球部解散，與會長（角谷杏）談判後，同意表現好就讓排球部復活。
名字是取自參加日本舉辦1964年東京奧運會奪得金牌的東洋魔女排球選手磯邊佐多。
近藤妙子（Kondo Taeko，聲：吉岡麻耶（日本）；李昀晴（台灣））
別稱:小妙
出生於茨城縣北茨城市，生日不詳，年齡：15歲，身高：167公分，血型：AB型，喜歡的花：白三葉草，喜歡的戰車：M4雪曼戰車。
家鴨隊通訊員兼機槍手（排球部隊員），大洗女子學園一年級生，首次出場於本篇第1話，儘管她身材豐滿，但是不影響她出色的跳躍能力，隊伍中最擅長發球的副攻手，與隊友（佐佐木木通）一樣，同時擁有美麗的容貌和豐滿的身材，但相比於偶爾會傷心流淚（佐佐木木通），卻是樂觀又堅強的女孩子，在劇情中可以看出。
名字是取自參加日本舉辦1964年東京奧運會奪得金牌的東洋魔女排球選手近藤雅子。
河西忍（Kawanishi Shinobu，聲：桐村真里（日本）；陳貞伃（台灣））
別稱:小忍
出生於茨城縣常陸那珂市，生日不詳，年齡：15歲，身高：170公分，血型：A型，喜歡的花：油菜花，喜歡的戰車：M36驅逐戰車。
家鴨隊駕駛員（排球部隊員），大洗女子學園一年級生，首次出場於本篇第1話，性格沉穩冷靜，平時都是一副凜然的表情，隊伍中最擅長扣殺的主攻手，是隊伍中身高最高的人也是整個戰車部最高的人，多數人對忍的第一印象是高大威猛且目光堅定，根本沒有學妹的樣子，但一開始的表現便可看出其實力，在劇情中出色完成多項任務。
名字是取自參加日本舉辦1964年東京奧運會奪得金牌的東洋魔女排球選手河西昌枝。
佐佐木木通（Sasaki Akebi，聲：中村櫻（日本）；連思宇（台灣））
別稱:佐佐木明日、蝶野正洋第二個老婆
出生於茨城縣常陸那珂市，生日不詳，年齡：15歲，身高：165公分，血型：A型，喜歡的花：蘭花，喜歡的戰車：M47巴頓坦克
家鴨隊砲手兼機槍手（排球部隊員），大洗女子學園一年級生，首次出場於本篇第1話，性格大方而又穩重，但有時也會表現出脆弱和懵懂的一面，在隊伍中最擅長攔網的副攻手，曾經學過芭蕾舞，跟隊友（近藤妙子）一樣，擁有美麗的容貌和豐滿的身材，相比於她卻顯得有點脆弱，但作為後輩，一開始就對自己的隊長（磯邊典子）尊崇有加，希望從她身上學到東西，她也不吝情於給予幫助，久而久之成了相互信任的好姐妹，在劇情中可以漸漸發現，由於長了太像外國人，跟當時「少女與戰車劇場版」的聲援大使蝶野正洋的德國裔夫人年輕時很像，被日本網友戲稱蝶野正洋第二個老婆，在官方外傳漫畫「少女與戰車 更加相親相愛作戰！」被桑達斯大學附屬高中的（凱伊）詢問是否為同校學生，雖然給予否認，卻仍然不相信不是同校學生。
名字是取自參加日本舉辦1964年東京奧運會奪得金牌的東洋魔女排球選手佐佐木節子。

#### 河馬隊（歷女隊）
- 最早成立五個小隊之一，由一群『歷史愛好者』組成的四人隊伍，使用战车：三號突擊炮F型， 納粹德國在第二次世界大戰將三號戰車改裝而成的突擊砲。

鈴木貴子（Suzuki Takako，聲：仙台惠理（日本）；陳貞伃（台灣））
別稱:凱薩（Caesar）、小貴
出生於茨城縣筑波市，生日：1月10日，年齡：16歲，身高：165公分，血型：A型，喜歡的花：雛菊，喜歡的戰車：李奧納多·達文西的馬力裝甲戰車
河馬隊裝填手兼隊長，大洗女子學園二年級生，首次出場於本篇第1話，專精古羅馬史，披著象徵凱撒執政時期的紅色圍巾，和安齊奧高中的（卡爾帕喬）為童年好友，稱她為「小貴」，每次兩人見面時，總是很曖昧，受她的影響，也對義大利的文化有一定的了解，能解讀出安齊奧高中的戰車情報上的義大利文，一開始在裝填炮彈有些吃力，在OVA安齊奧之戰獨自練習裝填炮彈，鍛鍊出強大的裝填能力，同時也擔任隊長角色，指揮其他隊友。
靈魂之名是取自她自己相當崇拜的羅馬共和國獨裁官凱薩，因而給自己取了這樣的稱號。
真實名字是取自「少女與戰車」系列動畫的製作成員鈴木貴昭。
松本里子（Matsumoto Riko，聲：森谷里美（日本）；連婉鈞（台灣））
別稱:埃爾文（Erwin）
出生於茨城縣筑波市，生日：6月18日，年齡：16歲，身高：158公分，血型：O型，喜歡的花：矢車菊，喜歡的戰車：獵豹式驅逐戰車
河馬隊車長兼通訊員，大洗女子學園二年級生，首次出場於本篇第1話，專精二戰歐洲史，尤其是德國史，平時穿著德軍軍服和軍帽的款式，軍帽有帶著護眼鏡，與隆美爾的軍服同款，從外表還是性格都非常像個男生，作為車長，有很強的領袖風範，但卻是劇情中少數擁有車長職務卻不兼任隊長的人，指揮任務交由隊友「凱薩」來執行，與鮟鱇隊的（秋山優花里）在真理高中比賽時，一起出外偵查、相互照顧，成為摯友，還從真理高中的（妮娜），套出整個戰略部署。
靈魂之名是取自擁有「沙漠之狐」之稱的德軍名將埃爾溫·隆美爾。
真實名字是取自「萬代」旗下子公司「萬代頻道」以及「萬代影視」的董事長松本悟。
杉山清美（Sugiyama Kiyomi，聲：井上優佳（日本）；張乃文（台灣））
別稱:左衛門佐（Saemonza）
出生於茨城縣牛久市，生日：12月3日，年齡：16歲，身高：156公分，血型：A型，喜歡的花：龍膽，喜歡的戰車：M4雪曼HVSS（105mm榴彈砲塔型）戰車
河馬隊砲手，大洗女子學園二年級生，首次出場於本篇第1話，專精日本戰國時期的歷史，是整個隊伍最有女人味的成員，也是整個戰車部古味最重的女性，平時身穿弓道服，戴著六個方孔錢的紅色頭帶，擅長射箭，因為射箭平時會習慣性閉著左眼，同時也非常擅長潛水，利用古代忍者的潛水術，找到自己隊伍的三號突擊炮。
靈魂之名是取自日本戰國時期名將真田左衛門佐信繁，不過與「左衛門佐」傳統的日語讀音「さえもんのすけ」不同。
真實名字是取自「萬代」旗下子公司「萬代影視」的製作人杉山潔。
野上武子（Nogami Takeko，聲：大橋步夕（日本）；劉如蘋（台灣））
別稱:阿龍（Oryou）、大洗第一胖妞
出生於茨城縣筑波市，生日：11月15日，年齡：16歲，身高：149公分，血型：A型，喜歡的花：楊梅，喜歡的戰車：虎I戰車
河馬隊駕駛員，大洗女子學園二年級生，首次出場於本篇第1話，專精日本幕末時期的歷史，雖然身高很矮，但體型卻比其他的身高相近的隊員豐滿，官方給她大洗第一胖妞調侃性的稱號，是全隊唯一有帶著眼鏡及靈魂之名取自女性歷史人物的人，由於很崇拜坂本龍馬，平時穿在身上的外套印有「籠目」樣式的八角星帶桔梗花的花紋，就是坂本家族的家徽，連她的招牌動作也神似坂本龍馬的貓腰動作，連髮型跟坂本龍馬相似，和其他隊友一樣，也是個性情豪爽的女生，在第一次駕駛戰車表現得很平穩，宛如老兵一般，與野鴨隊的隊員（金春希美）關係不錯。
靈魂之名是取自日本幕末時期著名武士坂本龍馬的妻子楢崎龍。
真實名字是取自「少女與戰車」系列動畫的製作成員野上武志。

#### 兔子隊（一年級隊）
- 最早成立五個小隊之一，由一群『一年級生』組成的六人隊伍，使用战车：M3李戰車， 美国在第二次世界大戰生產的中型戰車。

澤梓（Sawa Azusa，聲：竹內仁美（日本）；張乃文（台灣））
別稱:小軍神
出生於茨城縣常陸那珂市，生日不詳，年齡：15歲，身高：151公分，血型：A型，喜歡的花：白色長蕊石頭花，喜歡的戰車：Mk X彗星巡航坦克
兔子隊車長，大洗女子學園一年級生，首次出場於本篇第1話，擅長照顧他人的大姐姐，一開始實力不佳，但在和聖葛羅莉安娜女子學院友誼賽時卻是最後一個離開戰車的人，也是整個戰車部成長最多的人，從一無所知到後期擁有不錯的指揮能力和局勢觀察能力，利用自己的能力，幫助隊友擊毀難纏的戰車，這點跟自家隊長（西住美穗）很像 ，在一次官方投票，讓粉絲們投出最有潛力的人物，她以第一名的身分高票當選，就很多網友推測未來（澤梓）會接任隊長或副隊長的位置，給予她「小軍神」的稱號，但在官方外傳漫畫「少女與戰車 Little Army」擔任過副隊長。最終章第4話臨時接任隊長撐起大洗反擊契機，視為大洗將來的希望。
名字是取自日本2011年女子足球世界盃成員澤穗希+岩清水梓。
山鄉步（yamagou ayumi，聲：中里望（日本）；李昀晴（台灣））
別稱:山鄉步美
出生於茨城縣小美玉市，生日不詳，年齡：15歲，身高：160公分，血型：B型，喜歡的花：木茼蒿（瑪格麗特），喜歡的戰車：獵虎式驅逐戰車
兔子隊主砲手，大洗女子學園一年級生，首次出場於本篇第1話，是整個隊伍罩杯最大的成員，但在官方介紹中把她介紹成假小子，如同官方另一句描述，是個情緒容易緊張激動的女孩子，由於自己操控的主砲無法360度旋轉，雖然火力比副砲強大，開火的機會比起同為砲手的隊友（大野綾）少上許多，在和真理高中比賽時，主砲還被擊毀，導致表現上也較為平凡，但在與黑森峰女子學園比賽時，擊毀敵方象式重驅逐戰車也是她人生第一次命中敵方戰車，在劇場版與同為砲手的（大野綾）做出同時擊毀兩部戰車和摧毀摩天輪的重點部位，來扭轉戰局，最終章第3話也和她同時擊毀兩部戰車，和野鴨隊的（金春希美）一樣受砲塔構造影響，前期沒什麼表現機會，後期才有表現機會。
另外有一個關於（山鄉步）有趣又傷感的事情，在2016年1月9日一則發布的官方推文，說到一位擔任過八九式中戰車車組成員的退伍老兵給製作組的一封信，雖然內容由他孫子替他寫出，信中寫到「比起自己的孫子更加喜歡「少女與戰車」這動畫，裡面的角色（山鄉步）太像我已經世的妻子年輕時的樣子」，結果中里望本人看到這封信感動到留下眼淚。
名字是取自日本2011年女子足球世界盃成員山鄉望+海堀步美。
丸山紗希（Maruyama Saki，聲：小松未可子）
別稱:小紗希、蝴蝶使者、神
出生於茨城縣東茨城郡大洗町，生日不詳，年齡：15歲，身高：150公分，血型：AB型，喜歡的花：梅花，喜歡的戰車：M36驅逐戰車
兔子隊副砲裝填手，大洗女子學園一年級生，首次出場於本篇第1話，很少有其他表情，平時朝著某個方向發呆，特別喜歡蝴蝶，不管在哪個場合一定要看，但有時會給予靈感，幫助隊友們解決難題，在劇場版與大學選拔隊比賽時，提出放出摩天輪的想法，來幫助學姊們扭轉戰局，在這邊能看出其驚人的智商，與鮟鱇隊（冷泉麻子）有相似之處，一樣沒什麼表情變化、只有一位家人以及驚人的學習能力，在官方外傳漫畫「少女與戰車 更加相親相愛作戰！」隊友（阪口桂利奈）受不了天天被人認錯，決定與她互換身分，卻發現她在駕駛戰車時毫無壓力，甚至比自己好，官方最終章廣播劇「考前複習」中，兔子隊在期末考前臨時抱佛腳，去問其他小隊有沒有複習的好辦法，紗希去問的是食蟻獸隊，雖然沒有開口說過話，但還是玩了一場遊戲，打出不錯的戰績，結果被食蟻獸隊稱為「神」。
名字是取自日本2011年女子足球世界盃成員丸山桂利奈+熊谷紗希，其中丸山桂利奈與隊友（阪口桂利奈）同個來源。
阪口桂利奈（Sakaguchi Karina，聲：多田木乃美（日本）；陳貞伃（台灣））
別稱:小桂利奈
出生於茨城縣那珂市，生日不詳，年齡：15歲，身高：145公分，血型：O型，喜歡的花：萬壽菊，喜歡的戰車：KV-2坦克
兔子隊駕駛員，大洗女子學園一年級生，首次出場於本篇第1話，喜歡運動和看動畫，是位充滿活力的女生，作為駕駛員，有不錯的駕駛天份，在和桑達斯大學附屬高中比賽時，利用自身天份以最快的速度躲避對手的攻擊，是整個隊伍中成長第二快的人，僅次於車長（澤梓），也為隊伍做出更多的貢獻，與隊友（丸山紗希）同樣的髮型，在官方外傳漫畫「少女與戰車 更加相親相愛作戰！」受不了天天被人認錯，和隊友（丸山紗希）互換身分，結果比自己駕駛的更好，與（丸山紗希）不同的是，能跟一邊駕駛戰車和隊友聊天。
名字是取自日本2011年女子足球世界盃成員阪口夢穗+丸山桂利奈，其中丸山桂利奈與隊友（丸山紗希）同個來源。
宇津木優季（Utsugi Yuuki，聲：山岡百合（日本）；連思宇（台灣））
別稱:宇津木優希
出生於茨城縣常陸那珂市，生日不詳，年齡：15歲，身高：145公分，血型：O型，喜歡的花：鈴蘭，喜歡的戰車：M24霞飛戰車
兔子隊通訊員兼主砲裝填手，大洗女子學園一年級生，首次出場於本篇第1話，擁有非凡的耐心，能保持好心情堅持到比賽結束，是整個戰車部唯一有男朋友的女生，擁有不錯刀工，加入戰車部是想讓男友對自己刮目相看，與隊友（大野綾）擔任隊伍的開心果，時常鼓勵隊友和開玩笑戲弄下別人，在劇場版對桑達斯大學附屬高中的（亞理紗）開玩笑的說「把戰車為戀人不也挺好的嗎！」這個經典名句，在官方最終章廣播劇「考前複習」中，差點被野鴨隊的（園綠子）改造成風紀委員。
名字是取自日本2011年女子足球世界盃成員宇津木瑠美+永里優季。
大野綾（oono aya，聲：秋奈（日本）；連婉鈞（台灣））
別稱:大野彩
出生於茨城縣笠間市，生日不詳，年齡：15歲，身高：150公分，血型：B型，喜歡的花：三色堇，喜歡的戰車：哈奇開斯H35型坦克
兔子隊副砲手兼機槍手，大洗女子學園一年級生，首次出場於本篇第1話，個性上明朗歡快，在隊伍中衣著外貌特點最為鮮明，每次隊伍出局自己的眼鏡總是會裂掉，隊伍圖案來自她的手機吊飾，第一次校內模擬賽時，由於大家第一次接觸戰車，（大野綾）就幫大家上網詢問網友如何駕駛戰車，但問不出個所以然，不過最後還是查出駕駛方法，前期整個隊伍是由她帶起來，利用自身智慧，開啟兔子隊的成長之路，雖然和聖葛羅莉安娜女子學院友誼賽時跟著大家逃出戰車，之後比賽出局後都以幽默代替傷心，來緩解緊張的氣氛，與隊友（宇津木優季）擔任隊伍的開心果，在劇場版與同為砲手的（山鄉步）做出同時擊毀兩部戰車和摧毀摩天輪的重點部位，來扭轉戰局，最終章第3話也和她同時擊毀兩部戰車。
名字是取自日本2011年女子足球世界盃成員大野忍+宮間綾。

#### 野鴨隊（風紀委員隊）
- 全國大賽準決賽時期成立的小隊之一，由『學生會風紀委員』組成的三人隊伍，使用战车：B1重型坦克， 法國在第二次世界大戰前夕生產的重型戰車。

園綠子（Sono Midoriko，聲：井澤詩織（日本）；李昀晴（台灣））
別稱:圓栗子（Sodoko）
出生於茨城縣筑波市，生日不詳，年齡：17歲，身高：145公分，血型：A型，喜歡的花：睡蓮，喜歡的戰車：酋長式戰車
野鴨隊車長兼通訊員+副砲手+副砲裝填手（學生會風紀委員），大洗女子學園三年級生，首次出場於本篇第2話，留著和其他隊友一樣的妹妹頭，有自己做事的作風，會非常認真的履行自己的職務，對於鮟鱇隊的（冷泉麻子）懶散行為，進行特別關照，雖然沒有對其怒罵，但該記錄的她還是記錄了，在得到全國大賽冠軍後，信守諾言將她的缺曠紀錄一筆勾銷，視力也有2.0，和（冷泉麻子）在與真理高中比賽時，曾利用這項能力一起出外偵查敵情，在劇場版中，和其他兩位隊友一樣，因為學校沒了，差點失去人生活著的意義，官方最終章廣播劇「考前複習」中，差點把兔子隊的（宇津木優季）改造成風紀委員，家中有開間店，但在劇場版被真理高中的（庫拉拉）和聖葛羅莉安娜女子學院的（薔薇果）撞毀，不過本人沒有很在意。
假名發音取自舊約聖經的城市所多瑪，根據舊約聖經記載，由於這座城市荒淫無度，罪孽深重，觸怒上帝，最後慘遭毀滅，被取名為「罪惡之地」，跟隊友（後藤夢洋子）同個來源。
後藤夢洋子（Gotou Moyoko，聲：井澤詩織）
別稱:後夢洋（Gomoyo）、後藤茂代子、後茂代
出生於茨城縣筑波市，生日不詳，年齡：16歲，身高：145公分，血型：A型，喜歡的花：丹桂，喜歡的戰車：TOG2 重型戰車
野鴨隊駕駛員（學生會風紀委員），大洗女子學園二年級生，首次出場於本篇第8話，留著和其他隊友一樣的妹妹頭，雖然是風紀委員，但個性柔弱，平時駕駛戰車，基本都是淚目+哭腔，但她脾氣是整個隊伍最好的，也樂於接受向其他人學習，鮟鱇隊的（冷泉麻子）曾經教過她駕駛戰車，並感謝她的教導，在劇場版中，和其他兩位隊友一樣，因為學校沒了，差點失去人生活著的意義。
假名發音取自舊約聖經的城市蛾摩拉，跟隊友（園綠子）同個來源，同為「罪惡之地」。
金春希美（Konparu Nozomi，聲：井澤詩織（日本）；張乃文（台灣））
別稱:春希美（Pazomi）
出生於茨城縣筑波市，生日不詳，年齡：16歲，身高：145公分，血型：A型，喜歡的花：水仙，喜歡的戰車：黑王子步兵戰車
野鴨隊主砲手兼主砲裝填手（學生會風紀委員），大洗女子學園二年級生，首次出場於本篇第8話，留著和其他隊友一樣的妹妹頭，與另外兩位成員（丸山紗希）、（冷泉麻子）一樣沒什麼表情，和兔子隊的（山鄉步）受砲塔構造影響，前期沒什麼表現機會，後期才有表現機會， 在劇場版中，和其他兩位隊友一樣，因為學校沒了，差點失去人生活著的意義，劇場版OVA時，展現出意想不到的表演天分。
假名發音取自制作電影所多瑪一百二十天的導演皮耶·保羅·帕索里尼，其中所多瑪正是隊友（園綠子）、（後藤夢洋子）假名名字來源。

#### 食蟻獸隊（線上遊戲隊）
- 全國大賽的第二輪計劃想加入，但最終全國大賽的決賽正式成立，由一群『電玩愛好者』組成的三人隊伍，使用戰車：三式中戰車， 日本在第二次世界大戰生產的中型戰車。

貓田舞（Nekota Mai，聲：葉山郁美（日本）；連思宇（台灣））
別稱:貓喵（Nekonya）、貓田、貓咪
出生於茨城縣鉾田市，生日不詳，年齡：16歲，身高：168公分，血型：B型，喜歡的花：玫瑰，喜歡的戰車：豹2主力戰車
食蟻獸隊車長兼通訊員，大洗女子學園二年級生，首次出場於本篇第10話，戴著圈圈眼鏡和貓耳髮箍，摘下眼鏡後意外是個美人，在OVA安齊奧之戰，因為不善於表達自我，錯失加入戰車部的機會，與隊友（百瀨多希）、（日吉葵）是在線上遊戲認識的朋友，一同加入戰車部，劇場版中也與兩位隊友一起訓練體力和肌肉。
百瀨多希（Momose Taki，聲：倉田雅世（日本）；李昀晴（台灣））
別稱:桃桃虎（Momoga）、桃川
出生於茨城縣取手市，生日不詳，年齡：15歲，身高：155公分，血型：AB型，喜歡的花：桃花，喜歡的戰車：梅卡瓦主力戰車
食蟻獸隊駕駛員，大洗女子學園一年級生，首次出場於本篇第10話，整個隊伍中輩份最低的成員，戴著粉紅髮箍和桃子造型的單邊眼罩+穿著紅色長筒皮靴，是（貓田舞）在線上遊戲認識的朋友之一，加入戰車部前擁有極其豐富的戰車遊戲經驗，與黑森峰女子學園比賽時，不小心將變速杆往後拉導致戰車往後退導致被擊毀，卻也意外的幫助鮟鱇隊的四號戰車免於出局，在劇場版中駕駛技術進步了不少，也會配合其他小隊一起擊毀敵方戰車，劇場版中和兩位隊友一起訓練體力和肌肉。
日吉葵（Hiyoshi Aoi，聲：上坂堇（日本）；張乃文（台灣））
別稱:噗喲炭（Piyotan）、小噗喲
出生於茨城縣水戶市，生日不詳，年齡：17歲，身高：168公分，血型：O型，喜歡的花：康乃馨，喜歡的戰車：挑戰者2型主力戰車
食蟻獸隊砲手兼裝填手+機槍手，大洗女子學園三年級生，首次出場於本篇第10話，整個隊伍中輩份最高的成員，也是沒有配戴任何東西的成員，是（貓田舞）在線上遊戲認識的朋友之一，在本篇與黑森峰女子學園比賽時，過早的出局導致她沒什麼表現的機會，但在劇場版友誼賽中取得人生第一次擊殺，擊毀敵方T-34戰車，中途也與兩位隊友一起訓練體力和肌肉，和大學選拔隊比賽時，能實現單手裝填。

#### 豹獅隊（汽車部隊）
- 由初賽開始一直幫助戰車修理及保養，但最終全國大賽的決賽正式成立，由『汽車部』組成的四人隊伍，使用战车：保時捷 虎 (P)戰車， 納粹德國在第二次世界大戰研發的實驗性重型戰車。

中嶋麗羅（Nakajima Rera，聲：山本希望（日本）；劉如蘋（台灣））
別稱:雨之中嶋、中嶋悟子、中島麗羅
出生於三重縣鈴鹿市，生日不詳，年齡：17歲，身高：146公分，血型：O型，喜歡的花：向日葵，喜歡的戰車：BT-42突擊砲
豹獅隊車長兼通訊員（汽車部部長），大洗女子學園三年級生，首次出場於本篇第10話，整個隊伍中身高最低的隊員，和隊友（鈴木真莉阿）、（土屋夢屯）不是在茨城縣出生，甚至把保時捷"虎"(P)當作自己的孩子看待，在與黑森峰女子學園比賽時，還能戰車發動情況下進行緊急維修，比賽最後還幫鮟鱇隊拖住黑森峰女子學園增援部隊。
平時喜歡在雨天時開車，被隊友稱為「雨之中嶋」，和她名字來源的F1賽車手中嶋悟也有同樣稱號，本來不是叫（中嶋麗羅），在TV版片尾暫譯成（中嶋悟子），之後在TV版BD片尾刪除這項名稱，改成「中嶋」，和其他三位隊友一樣，在最終章第3話片尾才有了正式的名稱。
名字是取自日本首位在一級方程式賽車取得積分的賽車手中嶋悟。
鈴木真莉阿（Suzuki Maria，聲：石原舞（日本）；劉如蘋（台灣））
別稱:無
出生於静岡縣駿東郡小山町，生日不詳，年齡：17歲，身高：168公分，血型：B型，喜歡的花：三色堇，喜歡的戰車：M3輕型戰車
豹獅隊裝填手（汽車部成員），大洗女子學園三年級生，首次出場於本篇第10話，是位個性溫和的學姊，有時會安慰學妹（土屋夢屯）不要太緊張要勇往直前，夢想是成為「職業戰車道戰隊」的老闆，與隊友（星野慶子）擁有褐色皮膚，和隊友（中嶋麗羅）、（土屋夢屯）不是在茨城縣出生，是整個戰車部第二高的人，僅次於家鴨隊的（河西忍）。
TV版BD片尾暫譯成（鈴木），和其他三位隊友一樣，在最終章第3話片尾才有了正式的名稱。
名字是取自日本首位登上一級方程式賽車頒獎台的賽車手鈴木亞久里。
星野慶子（Hoshino Keiko，聲：金元壽子（日本）；連婉鈞（台灣））
別稱:大洗第一快女
出生於茨城縣下妻市，生日不詳，年齡：17歲，身高：160公分，血型：AB型，喜歡的花：蒲公英，喜歡的戰車：特二式内火艇
豹獅隊砲手（汽車部成員），大洗女子學園三年級生，首次出場於本篇第10話，整個隊伍上半身穿吊嘎背心+上衣綁腰間，也是隊伍中唯一在茨城縣出生的成員，和隊友（鈴木真莉阿）擁有褐色皮膚，擅長彎道超越，有著「大洗第一快女」美稱，有著不錯的精準砲擊，在與黑森峰女子學園比賽時，拖延黑森峰女子學園增援部隊，在劇場版更是使出強而有力的砲擊。
TV版BD片尾暫譯成（星野），和其他三位隊友一樣，在最終章第3話片尾才有了正式的名稱。
名字是取自被稱為「日本最速之男」的前賽車手+現任星野Impul公司CEO星野一義。
土屋夢屯（Tsuchiya Muuton，聲：喜多村英梨（日本）；連思宇（台灣））
別稱:周五水吧妹
出生於栃木縣芳賀郡茂木町，生日不詳，年齡：16歲，身高：150公分，血型：O型，喜歡的花：梅花，喜歡的戰車：10式戰車
豹獅隊駕駛員（汽車部成員），大洗女子學園二年級生，首次出場於本篇第10話，是整個隊伍中唯一的二年級生，平時喜歡眯著眼，雖然有時會睜開眼，和隊友（中嶋麗羅）、（鈴木真莉阿）不是在茨城縣出生，最擅長漂移，在劇情中把保時捷"虎"(P)硬硬生生開成賽車，但也為團隊做出不少貢獻，喜歡星期五去水吧坐坐，有著「周五水吧妹」ドリンクバー・キンヨウビ（ドリキン）之稱，然而她稱號縮寫和她名字來源的「甩尾王」ドリフト・キン（ドリキン）土屋圭市的稱號縮寫一致。
TV版BD片尾暫譯成（土屋），和其他三位隊友一樣，在最終章第3話片尾才有了正式的名稱。
名字是取自日本D1飄移大獎賽前賽車手，有日本甩尾王之稱的土屋圭市。

#### 鯊魚隊（船舶科隊）
- 無限軌道盃初賽時期成立的小隊之一，由學園艦底層的『Donzoko酒吧』組成的五人隊伍，使用战车：Mark IV 坦克， 英国在第一次世界大戰生產的戰車。

阿銀（Ogin，聲：佐倉綾音（日本）；張乃文（台灣））
別稱:龍捲風阿銀、老大
出生不詳，生日不詳，年齡：17歲，身高：167公分，血型不詳，喜歡的花不詳，喜歡的戰車不詳
鯊魚隊車長，大洗女子學園船舶科，首次出場於最終章第1話，擁有褐色皮膚，頭戴白色船長帽，身穿黑色風衣，吊著玩具煙斗，學園艦底層不良少女們的領袖，擁有自己的酒吧，非常崇拜威廉·基德和烏龜隊的（河嶋桃）也只聽從她的指揮，和鮟鱇隊的（五十鈴華）比賽喝辣椒水時，撐不住辣的衝擊隨之倒下，和鯊魚隊其他成員一樣，因紀律問題面臨退學的處境，被（河嶋桃）保護起來並進入船底生活，得知她面臨留級的處境時決定出來相助，在最終章第2話裡，與知波單學園比賽時，因海盜旗過於顯眼被敵方機槍掃射，氣而下令衝入敵陣，導致開場被擊毀，事後了解自己太衝動，決定將海盜旗掛在酒吧，並留在自己心中。
名字是取自英國小說家羅伯特·路易斯·史蒂文森創作的「金銀島」其中的人物 約翰·希爾福（John Silver）。
蘭姆（Rum，聲：高森奈津美（日本）；連婉鈞（台灣））
別稱:炸彈低氣壓蘭姆、拉姆
出生不詳，生日不詳，年齡不詳，身高：158公分，血型不詳，喜歡的花不詳，喜歡的戰車不詳
鯊魚隊駕駛員，大洗女子學園船舶科，首次出場於最終章第1話，酒吧的常客之一，從來沒喝過真正的酒，卻表現的像醉漢一樣，自身最大的特色是紅色蓬蓬頭和獨特的口頭禪「哦吼~」，被鮟鱇隊的（武部沙織）解讀出她揮出的高難度旗語，有時會和隊友（村上）、（芙琳特）嚇唬兔子隊，和鯊魚隊其他成員一樣，因紀律問題面臨退學的處境，被（河嶋桃）保護起來並進入船底生活，得知她面臨留級的處境時決定出來相助。
名字是取自蘭姆酒的英文（Rum）。
村上（Murakami，聲：大地葉（日本）；連思宇（台灣））
別稱:馬尾藻村上
出生不詳，生日不詳，年齡不詳，身高：170公分，血型不詳，喜歡的花不詳，喜歡的戰車不詳
鯊魚隊右側砲手兼裝填手，大洗女子學園船舶科，首次出場於最終章第1話，酒吧的常客之一，整個隊伍個性最火爆的，同時也是身高最高又最強壯的人，自己的連續快拳被鮟鱇隊的（西住美穗）全數躲過，有時會和隊友（蘭姆）、（芙琳特）嚇唬兔子隊，和鯊魚隊其他成員一樣，因紀律問題面臨退學的處境，被（河嶋桃）保護起來並進入船底生活，得知她面臨留級的處境時決定出來相助。
名字是取自日本戰國時期活躍在瀨戶內海的村上海盜家族。
芙琳特（Flint，聲：米澤圓（日本）；李昀晴（台灣））
別稱:巨浪芙琳特
出生不詳，生日不詳，年齡不詳，身高：165公分，血型不詳，喜歡的花不詳，喜歡的戰車不詳
鯊魚隊副駕駛員兼通訊員，大洗女子學園船舶科，首次出場於最終章第1話，酒吧的常客之一，因為擅長唱歌，同時擔任酒吧駐唱，麥克風不離手，連說話時也要對著麥克風，自己綁出的船錨扣被鮟鱇隊的（秋山優花里）解開，有時會和隊友（蘭姆）、（村上）嚇唬兔子隊，和鯊魚隊其他成員一樣，因紀律問題面臨退學的處境，被（河嶋桃）保護起來並進入船底生活，得知她面臨留級的處境時決定出來相助。
名字是取自燧石的英文（Flint）。
卡特拉斯（Cutlass，聲：七瀨亞深（日本）；陳貞伃（台灣））
別稱:鮮白子丼卡特拉斯
出生不詳，生日不詳，年齡不詳，身高：150公分，血型不詳，喜歡的花不詳，喜歡的戰車不詳
鯊魚隊左側砲手兼裝填手，大洗女子學園船舶科，首次出場於最終章第1話，酒吧的調酒師，整個隊伍身高最低的隊員，平時沉默寡言，與其他隊友相比，卻顯得無精打采的樣子，臉上有黑眼圈估計睡眠不足，和鮟鱇隊的（冷泉麻子）比拇指摔角，被完全壓制住，和鯊魚隊其他成員一樣，因紀律問題面臨退學的處境，被（河嶋桃）保護起來並進入船底生活，得知她面臨留級的處境時決定出來相助， 有時會吐槽自己的隊友，在與BC自由學園比賽時，還吐槽小隊使用的戰術「有點卑鄙啊！」
名字是取自海盜彎刀的英文（Cutlass）。

#### 廣播部
王大河（Ou Taiga，聲：喜多村英梨（日本）；劉如蘋（台灣））
別稱:無
出生不詳，生日：3月13日，年齡：16歲，身高：150公分，血型：A型
廣播部記者，大洗女子學園二年級生，首次出場於本篇第10話，平時隨身攜帶麥克風、相機和封面寫「秘」的筆記本，雖然作為記者，沒辦法近距離參與比賽，但總是在遠處觀察整個比賽，記錄了大洗女子學園每場比賽，原本是出現在Megami MAGAZINE的專欄「大洗女子學園 午間廣播部」的原創角色，但不常在動畫中出現，主要活躍在廣播劇，在廣播劇中採訪各校的隊長，了解她們的日常生活，在最終章與自己的夥伴宣揚烏龜隊的（河嶋桃）要留級的消息，還因此傳到校外。
名字是取自虎II坦克的日文（キング・タイガー）。

#### 農業科
簡（Jane，聲：大西沙織）
別稱:無
出生不詳，生日不詳，年齡不詳，身高不詳，血型不詳
大洗女子學園農業科，農業科代表，金色短髮，頭戴牛仔帽，打扮像個牛仔，首次出場於最終章第3話OVA，正在捉拿同為農業科的（貝爾）並稱她為「世紀大惡徒」，與（貝爾）對決時獲得勝利。
貝爾（Bell，聲：田所梓）
別稱:世紀大惡徒
出生不詳，生日不詳，年齡不詳，身高不詳，血型不詳
大洗女子學園農業科，黑色長髮，頭戴草帽，首次出場於最終章第3話OVA，被同為農業科的（簡）稱為「世紀大惡徒」並正在被她追緝，與（簡）對決時慘遭漆彈洗臉。

### 聖葛羅莉安娜女子學院（，St. Gloriana Girls' College）

#### 丘吉爾戰車小隊
- 使用戰車：丘吉爾戰車， 英国在第二次世界大戰生產的步兵戰車。

大吉嶺（Darjeeling，聲：喜多村英梨（日本）；連思宇（台灣））
別稱:大吉嶺大人、紅茶、田尻凜、本子嶺
出生於神奈川縣橫濱市，生日：9月17日，年齡：17歲，身高：158公分，血型：AB型，喜歡的花：藍玫瑰，喜歡的戰車：百夫長戰車、挑戰者1式戰車
丘吉爾戰車車長兼通訊員（戰車道隊長），聖葛羅莉安娜女子學院三年級生，首次出場於本篇第3話，隨時隨地都帶著茶杯喝著紅茶，沒在比賽時還準備沙發和（橙黃白毫）觀看大洗女子學園每場比賽，喜歡用各種引言與格言，做出賽事評論，有時還會講到連（橙黃白毫）都無法理解，和真理高中的（喀秋莎）關係不錯，有時會聚在一起喝茶，在比賽時不會有太多的情緒波動，能時刻保持冷靜，秉持著騎士道精神來比賽，但在本篇友誼賽，被大洗女子學園的（西住美穗）的戰術，嚇到不小心摔破茶杯，雖然最後還是打敗大洗女子學園， 事後，還贈送高級茶杯組送給美穗，以表示認同她的實力，並留張小紙條寫到「改日正式比賽再戰」。
在劇場版裡，和真理高中組成聯軍，打敗了大洗女子學園和知波單學園的聯軍，再次打敗美穗，也是目前唯一打敗美穗兩次的人，聽到大洗女子學園有場至關重要的比賽要打，秘密使用摩斯電碼， 並以「秋之歌」作為內容，求助其他高中一起幫大洗女子學園對抗大學選拔隊，派出自己的丘吉爾戰車、(薔薇果）的十字軍戰車、(魯克莉莉）的瑪蒂達II戰車，和桑達斯大學附屬高中的（直美）聯手擊毀大學選拔隊的T28驅逐戰車，在劇場版小說還提過，不能讓大洗女子學園就這麼輕易廢校，我必須親自在正式比賽中打敗她們，: 在劇場版廣播劇中，以禮儀講座的名義，把(薔薇果）叫過來玩弄一下，但還是有肯定她的能力，說到「她有著我們沒有的能力，她敢於勇往直前，聚精會神，多餘的事也不會多想，這樣的事情很多人做不到的事。」最後還是被（橙黃白毫）和（阿薩姆）拆穿計謀。
由於有著幾乎完美的身材和外貌，以她為主題R18的同人本，相比其他角色多上許多，有著「本子嶺」這個稱號。
名字是取自印度知名紅茶產地大吉嶺。
阿薩姆（Assam，聲：明坂聰美（日本）；李昀晴（台灣））
別稱:無
出生於神奈川縣橫濱市，生日：12月10日，年齡：17歲，身高：150公分，血型：O型，喜歡的花不詳，喜歡的戰車：Mk.VIII挑戰者巡航坦克
丘吉爾戰車砲手，聖葛羅莉安娜女子學院三年級生，首次出場於本篇第3話，是位數據主義者，在劇場版裡多次數據化分析局勢，也十分注重情報，在其他衍生作品中，還會執行情報、滲透和竊聽等行動。
名字是取自印度知名紅茶產地阿薩姆。
橙黃白毫（Orange Pekoe，聲：石原舞（日本）；陳貞伃（台灣））
別稱:無
出生於神奈川縣橫濱市，生日：7月10日，年齡：16歲，身高：144公分，血型：O型，喜歡的花：橙玫瑰，喜歡的戰車：十字軍戰車
丘吉爾戰車裝填手，聖葛羅莉安娜女子學院一年級生，首次出場於本篇第3話，平時會跟在（大吉嶺）觀看大洗女子學園每場比賽，雖然能聽懂（大吉嶺）說出的每句格言，但有時還是會聽不懂她所說的話，在大洗女子學園與真理高中比賽之後，從旁觀者漸漸成為大洗的支持者。最終章第4話確認為下任聖葛羅莉安娜女子學院戰車道隊長。
名字是取自茶葉其中一個等級橙黃白毫。

#### 十字軍戰車小隊
- 使用戰車：十字軍戰車， 英国在第二次世界大戰生產的輕型戰車。

薔薇果（Rose Hip，聲：高森奈津美（日本）；張乃文（台灣））
別稱:玫瑰果
出生不詳，生日不詳，年齡：16歲，身高：154公分，血型：A型，喜歡的花不詳，喜歡的戰車不詳
十字軍戰車車長，聖葛羅莉安娜女子學院一年級生，首次出場於劇場版，除了指揮自己的小隊，還會指揮其他十字軍戰車小隊，出生在一個大家庭裡，從小就有強烈的競爭意識，喜愛飆車，能迅速執行（大吉嶺）給予的任務，相比其他人的優雅、穩定的個性(同時也是聖葛羅莉安娜女子學院特色)，卻顯得有些衝動，正因為有了有這個性，讓她擁有反應靈敏和近距離突襲能力，在劇場版和真理高中的（庫拉拉）撞毀大洗女子學園的(園綠子)家中開的店，在官方外傳漫畫「少女與戰車 更加相親相愛作戰！」提到，事後有去道歉，不過她本人沒說出來，反而是（庫拉拉）先主動道歉，在劇場版廣播劇中被（大吉嶺）玩弄一下，但（大吉嶺）最後還是有肯定她的能力，並給予她好的評價。
名字是取自一種果實薔薇果。
蔓越梅
最終章第四話登場，聖葛羅莉安娜女子學院十字軍戰車的車長。有著一頭更深紅的亂髮。
香草
最終章第四話登場，聖葛羅莉安娜女子學院十字軍戰車的車長。黑髮。
水蜜桃
最終章第四話登場，聖葛羅莉安娜女子學院十字軍戰車的車長。粉色波浪髮。

#### 瑪蒂達II戰車小隊
- 使用戰車：瑪蒂達II戰車， 英国在第二次世界大戰生產的步兵戰車。

魯克莉莉（Rukuriri，聲：倉田雅世）
別稱:後田同學
出生於神奈川縣橫濱市，生日：6月11日，年齡不詳，身高：165公分，血型不詳，喜歡的花不詳，喜歡的戰車不詳
瑪蒂達II戰車車長，聖葛羅莉安娜女子學院?年級生，首次出場於本篇第4話，梳著粗大的麻花辮，原本只是個路人角色，在劇場版給予她名字，在本篇友誼賽，被大洗女子學園的家鴨隊在機械停車場偷襲，但因為八九式中戰車的主砲威力不足，反被擊毀，劇場版友誼賽，在同樣的地方，知道家鴨隊要故技重施，不料反被家鴨隊與知波單學園的（福田）聯手擊毀，可惜在與大學選拔隊比賽時，表現機會不多。
在TV版片尾沒有給她正式的名稱，在劇場版片尾才給予她正式的名稱。
名字是取自肯亞知名紅茶產地魯克莉莉

### 桑達斯大學附屬高中（，Saunders University High School）

#### M4雪曼（75mm砲塔型）戰車小隊
- 使用戰車：M4雪曼（75mm砲塔型）戰車， 美国在第二次世界大戰生產的中型戰車。

凱伊（Kay，聲：川澄綾子（日本）；劉如蘋（台灣））
別稱:凱、長官
出生於長崎縣佐世保市，生日：1月17日，年齡：17歲，身高：158公分，血型：O型，喜歡的花：羽扇豆，喜歡的戰車：M4雪曼戰車
M4雪曼（75mm砲塔型）戰車車長（戰車道隊長），桑達斯大學附屬高中三年級生，首次出場於本篇第5話，美日混血兒，性格外向、樂觀開朗，以這樣的積極性格將整個隊伍團結在一起， 秉持公平競爭並討厭耍小手段，和大洗女子學園比賽時，得知（亞理紗）偷偷使用間諜氣球，竊聽對手無線電，決定派出自己和其他3輛戰車應戰，以表示公平，其中包括雪曼螢火蟲戰車，比賽結束後，美穗一行人道歉，回去開反省會處罰（亞理紗），比賽前還稱呼大洗女子學園的（角谷杏）「安吉」，因為發音相近，還被（角谷杏）冷笑話戳到笑點。
在劇場版裡，為了避免文科省官員借廢校之理由，趁機沒收大洗女子學園的戰車，決定出動學校的C-5運輸機來保管戰車，等美穗一行人安置完後，使用超低空投的方式，將戰車歸還，對抗大學選拔隊時，派出自己和（亞理紗）的M4雪曼戰車和（直美）的雪曼螢火蟲戰車。

#### 雪曼螢火蟲戰車小隊
- 使用戰車：雪曼螢火蟲戰車， 英国在第二次世界大戰將M4雪曼戰車改裝而成的中型戰車。

直美（Naomi，聲：伊瀨茉莉也（日本）；連思宇（台灣））
別稱:奈緒美
出生於長崎縣佐世保市，生日不詳，年齡：17歲，身高：165公分，血型：AB型，喜歡的花：毋忘我，喜歡的戰車：M36驅逐戰車
雪曼螢火蟲戰車車長兼砲手（戰車部副隊長），桑達斯大學附屬高中三年級生，首次出場於本篇第5話，平時沉默寡言，有時會嚼口香糖保持放鬆，與真理高中的（諾娜）是高中聯賽的兩大神射手之一，精確的砲擊能力讓她好幾公里外精確集中目標車輛，給予隊伍極大的戰力，還精通C-5運輸機和CH-54運輸直升機，雖然平時話不多，也是個關心後輩的學姐，在與大洗女子學園比賽結束後，得知（亞理紗）要被處罰，上前給予無聲的安慰，在劇場版中，和聖葛羅莉安娜女子學院的（大吉嶺）聯手擊毀大學選拔隊的T28驅逐戰車。

#### M4雪曼（76mm砲塔型）戰車小隊
- 使用戰車：M4雪曼（76mm砲塔型）戰車， 美国在第二次世界大戰生產的中型戰車。

亞理紗（Alisa，聲：平野綾（日本）；連婉鈞（台灣））
別稱:無
出生於長崎縣佐世保市，生日不詳，年齡：16歲，身高：148公分，血型：A型，喜歡的花：銀蓮花，喜歡的戰車：M1艾布蘭主戰坦克
M4雪曼（76mm砲塔型）戰車車長兼通訊員（戰車部副隊長），桑達斯大學附屬高中二年級生，首次出場於本篇第4話，擅長擬訂各種戰術，是整個隊伍軍師，但在戰車道比賽時會表現得十分情緒化和容易緊張，和大洗女子學園比賽時，因表現慌張和狼狽的樣子而亂了手腳，影響了其他隊友的士氣，利用規則漏洞，偷偷使用間諜氣球來竊聽情報，但被反將一軍，導致整個隊伍失去優勢導致戰敗，還被（凱伊）處罰一番，在自己難過或生氣時，會莫名提到自己暗戀男生（阿孝），在劇場版還因此被兔子隊安慰一番，雖然平時嘴上不饒人，又滿腦鬼點子，但本性單純，就只是個性格豐富+傻傻的女孩子，在最終章第3話裡，中了繼續高中圈套，導致自己所在的旗車被擊毀。

### 安齊奧高中（，Anzio High School）

#### P40重戰車小隊
- 使用戰車：P40重戰車， 義大利在第二次世界大戰生產的重型戰車。

安丘比（Anchovy，聲：吉岡麻耶（日本）；張乃文（台灣））
別稱:安齋千代美、丘比子、鳳尾魚、統帥、安丘比姐姐（大姐）
出生於愛知縣豐田市，生日：9月23日，年齡：17歲，身高：156公分，血型：B型，喜歡的花：雛菊，喜歡的戰車：P40重戰車
P40重戰車車長（戰車道隊長），安齊奧高中三年級生，首次出場於本篇第7話，平時喜歡拿著馬鞭到處走，裝作一副很厲害的樣子，雖然只是個普通人，在學校是如同救星般的存在， 同時管控學校經費和想辦法購入新戰車參加戰車道高中聯賽，平時被學校的人稱為安丘比姐姐（大姐），對於自己的「妹妹們」採包容態度，給出「對自己誠實的孩子是學校的優點，不過能用在戰車道該有多好」這句評論，被大洗女子學園的（角谷杏）開玩笑的稱為「丘比子」，她本人不太喜歡這樣的稱呼和叫她的本名，有一定戰略頭腦，曾帶領學校打敗馬其諾女子學院和波布魯高中，在比賽時會穿二戰義大利的軍裝，有時候會說出「安齊奧高中並不弱……不對……是很強的！！」
不過面對像大洗女子學園等實力強大的學校，就顯得滿悽慘，雖然輸歸輸，為人卻相當大方，不管輸還贏都會招待對手一起用餐，甚至觀戰時，也會招待其他學校一起用餐，但滿在乎自己的形象，每天上學都會戴上隱形眼鏡和花不少時間來整理頭髮，喜歡駕駛著自己最喜歡的P40重戰車到處走，把它視為自己的孩子，特別珍惜它，官方廣播劇「乘車篇」多次提醒，聖葛羅莉安娜女子學院的（大吉嶺）要小心開，不過還是開出不小的損傷，在劇場版由於P40重戰車暫時還沒修好，在與高中聯軍對抗大學選拔隊時，只能出動L3/33輕型坦克並作為偵察車使用，但運用自身的機動性及體型小的優勢，為整個高中聯軍帶來驚人的情報量，在另一個官方廣播劇「武部沙織的安齊奧高中之行」提到，和大洗女子學園的（武部沙織）一樣，認為加入戰車道會受到男生的歡迎，私下還會看戀愛小說。
名字是取自一種義大利料理鳳尾魚。

#### 75/18式自走砲小隊
- 使用戰車：75/18式自走砲， 義大利在第二次世界大戰生產的自走砲。

卡爾帕喬（Carpaccio，聲：早見沙織）
別稱:小雛（雛ちゃん）、乳酪生牛肉片
出生於茨城縣筑波市，生日：12月19日，年齡：16歲，身高：162公分，血型：AB型，喜歡的花不詳，喜歡的戰車：75/18式自走砲
75/18式自走砲車長兼裝填手（戰車部副隊長），安齊奧高中二年級生，首次出場於OVA安齊奧之戰，性格穩重又溫和，相比另外兩位隊長顯得冷靜沉著，和大洗女子學園的（凱薩）是童年好友，稱她為「小雛」，每次兩人見面時，總是很曖昧，受她的影響讓她解讀出自己學校的戰車情報上的義大利文。
名字是取自一種義大利料理乳酪生牛肉片。

#### L3/33輕型坦克小隊
- 使用戰車：L3/33輕型坦克， 義大利在第二次世界大戰前夕生產的小型戰車。

佩帕羅妮（Pepperoni，聲：大地葉）
別稱:義大利紅腸
出生於栃木縣芳賀郡益子町，生日：9月12日，年齡：16歲，身高：160公分，血型：A型，喜歡的花不詳，喜歡的戰車不詳
L3/33輕型坦克車長（戰車部副隊長），安齊奧高中二年級生，首次出場於OVA安齊奧之戰，比賽時會帶著義大利戰車帽，腦袋不怎麼聰明，在OVA安齊奧之戰因為放置太多假坦克導致作戰被大洗女子學園識破，不過卻很擅長義大利料理，有自己的店面，特別崇拜自家隊長（安丘比），平時稱她為「安丘比姐姐（大姐）」。
名字是取自一種義大利香腸義大利紅腸。

### 真理高中（，Pravda High School）

#### T-34（76mm砲塔型）戰車小隊
- 使用戰車：T-34（76mm砲塔型）戰車， 苏联在第二次世界大戰生產的中型戰車。

喀秋莎（Katyusha，聲：金元壽子（日本）；陳貞伃（台灣））
別稱:地吹雪的喀秋莎、小暴君、喀醬、傑羅尼莫、矮個子隊長、喀秋莎大人
出生於北海道網走市，生日：1月31日，年齡：17歲，身高：127公分，血型：B型，喜歡的花：洋甘菊，喜歡的戰車：KV-2坦克
T-34（76mm砲塔型）戰車車長（戰車道隊長），真理高中三年級生，首次出場於本篇第8話，擁有「地吹雪」的稱號，在比賽時會戴著蘇聯戰車帽，平時個性高傲，喜歡跟人分出個勝負，在學校擁有很高權力，可以對任何人進行嚴懲，導致隊友之間給她「矮個子隊長」稱號，目前已知身高最小的角色，因为身體比較矮小，時常坐在（諾娜）肩膀上，喜歡用氣勢欺凌弱者，常常顯得很沒禮貌，如果太過頭，（諾娜）會好好教育她一下，結束之後會變得很老實、有禮貌而不敢再欺凌別人，被網友稱為「小暴君」。
不過面對自己的朋友或是尊敬的人，就不會有這些問題，甚至還有很多關係良好的朋友，與聖葛羅莉安娜女子學院的（大吉嶺）關係不錯，有時會聚在一起喝茶，輸給大洗女子學園後，不但沒有耍脾氣，還認同美穗實力，給她取了「美穗莎」這樣親暱的稱號，雖然平時個性高傲，但行為舉止完全像個小孩，像是吃東西會沾得滿嘴都是、需要別人唱搖籃曲才能入睡和騎別人肩膀上。
在劇場版裡，和聖葛羅莉安娜女子學院組成聯軍，打敗了大洗女子學園和知波單學園的聯軍，實質上算是成功打敗美穗，在對抗大學選拔隊時，派出自己和（庫拉拉）的T-34戰車、（諾娜）的IS-2重型坦克和自己最喜歡的KV-2坦克，在比賽時面對黑森峰女子學園的（西住真穗）被搞了說不出話，也是唯一能讓她望而卻步的人，在失去其他隊友難過時,大洗女子學園的食蟻獸隊和豹獅隊給予安慰,還給她「喀醬」、「傑羅尼莫」這樣開玩笑的稱號。
名字取自蘇聯著名的軍歌喀秋莎和蘇聯在第二次世界大戰生產的喀秋莎多管火箭炮。

#### IS-2重型坦克小隊
- 使用戰車：IS-2重型坦克， 苏联在第二次世界大戰生產的重型戰車。

諾娜（Nonna，聲：上坂堇）
別稱:暴風雪的諾娜、農娜、政委
出生於北海道網走市，生日不詳，年齡：17歲，身高：172>176公分，血型：O型，喜歡的花：向日葵，喜歡的戰車：SU-100驅逐戰車
IS-2重型坦克車長兼砲手（戰車部副隊長），真理高中三年級生，首次出場於本篇第8話，擁有「暴風雪」的稱號，是整個團隊最高成員，也是目前已知身高最高和罩杯最大的角色，平時會跟著（喀秋莎），還讓她待在自己肩膀上，用愛與耐性，來照顧她和處理事情，其中包括教育好自己的隊長，與桑達斯大學附屬高中（直美）是高中聯賽的兩大神射手之一，在隊伍擔任遠距離砲擊的角色，在劇場版中，和其他隊友一樣，為了掩護（喀秋莎）離開，利用自身能力，拖住對手攻勢並犧牲自己，劇場版廣播劇裡，和（庫拉拉）是（喀秋莎）狂熱粉絲，也是唯一能跟她用俄語交流的人，一起討論（喀秋莎）的美好之處，之間還達成一場交易。
由於人物本身和上坂堇契合度很高，網友也給她「政委」的稱號。

#### KV-2坦克小隊
- 使用戰車：KV-2坦克， 苏联在第二次世界大戰生產的重型戰車兼自走砲。

妮娜（Nina，聲：小笠原早紀）
別稱:可靠的同志
出生於秋田縣，生日6月30日，年齡不詳，身高：140公分，血型不詳，喜歡的花不詳，喜歡的戰車：279工程重型坦克
KV-2坦克車長兼裝填手，真理高中一年級生，首次出場於OVA第5話，平時戴著蘇聯毛帽，和（艾里娜）一起擔任裝填手，由於每次手動轉動巨大的砲塔，有時會肌肉酸痛，本性善良，在和大洗女子學園比賽時，還被（秋山優花里）和（埃爾文）套出整個戰略部署，在官方外傳漫畫「少女與戰車 更加相親相愛作戰！」，由於洩漏和大洗女子學園比賽時，當時整個戰略部署，被（喀秋莎）和（諾娜）審訊，被（艾里娜）果斷賣掉，結果最後以獻醜方式，躲過一劫，由於本性善良再加上隊長的命令，在劇場版廣播劇裡，自己和（艾里娜）被（喀秋莎）抓來當替死鬼， 不過在劇場版中，和其他隊友一樣，為了掩護（喀秋莎）離開，利用自身車體，拖住對手攻勢並犧牲自己，最終章第3話更是和（艾里娜）聯手擊毀黑森峰女子學園的八號戰車鼠式。
和（艾里娜）擁有「可靠的同志」這個稱號，不過原本是（喀秋莎）稱呼自家的KV-2坦克，結果被網友莫名冠上這個稱號。
艾里娜（Alina，聲：佐藤奏美）
別稱:可靠的同志、阿里娜
出生於秋田縣，生日不詳，年齡不詳，身高：160公分，血型不詳，喜歡的花不詳，喜歡的戰車不詳
KV-2坦克裝填手，真理高中一年級生，首次出場於OVA第5話，和（妮娜）一起擔任裝填手，看到有兩個陌生人來找（妮娜）聊天，就問她們倆是誰?雖然回答她「妳連這種事都不知道嗎?！，肯定是學姐啦！」雖然有點懷疑，但也只能摸摸鼻子認了，在官方外傳漫畫「少女與戰車 更加相親相愛作戰！」，基於壓力，果斷賣掉（妮娜），劇場版廣播劇裡，自己和（妮娜）被（喀秋莎）抓來當替死鬼，在劇場版裡，和其他隊友一樣，為了掩護（喀秋莎）離開，利用自身車體，拖住對手攻勢並犧牲自己，最終章第3話更是和（妮娜）聯手擊毀黑森峰女子學園的八號戰車鼠式。
和（妮娜）擁有「可靠的同志」這個稱號，不過原本是（喀秋莎）稱呼自家的KV-2坦克，結果被網友莫名冠上這個稱號。

#### T-34（85mm砲塔型）戰車小隊
- 使用戰車：T-34（85mm砲塔型）戰車， 苏联在第二次世界大戰生產的中型戰車。

庫拉拉（Klara，聲：Jenya（日本）；張乃文（台灣））
別稱:無
出生於俄羅斯新西伯利亞州新西伯利亞，生日不詳，年齡不詳，身高：174公分，血型：B型，喜歡的花不詳，喜歡的戰車不詳
T-34（85mm砲塔型）戰車車長兼砲手，真理高中?年級生，首次出場於劇場版，外國留學生，也是整個系列唯一外國人，有時還會假裝不懂日文，實際上她日文很流利，來真理高中的原因，是想見見（喀秋莎），劇場版廣播劇裡，和（諾娜）是（喀秋莎）狂熱粉絲，也是唯一能跟她用俄語交流的人，一起討論（喀秋莎）美好之處，還透過自己父親的關係，拿到（喀秋莎）小時候的照片，還達成一場交易，在劇場版中，和其他隊友一樣，為了掩護（喀秋莎）離開，衝入敵陣吸引火力，拖住對手攻勢並犧牲自己，在劇場版和聖葛羅莉安娜女子學院的（薔薇果）撞毀大洗女子學園的(園綠子)家中開的店，事後在官方外傳漫畫「少女與戰車 更加相親相愛作戰！」有提到，事後自己有先主動道歉，
人物原型是取自Jenya聲優本人。

### 黑森峰女子學園（，Kuromorimine Girls' Academy）

#### 虎I戰車小隊
- 使用戰車：虎I戰車， 納粹德國在第二次世界大戰生產的重型戰車。

西住真穗（Nishizumi Maho，聲：田中理惠（日本）；陳貞伃（台灣））
別稱:姐姐、西住隊長
出生於熊本縣熊本市，生日：7月1日，年齡：17>18歲，身高：163公分，血型：A型，喜歡的花：櫻花，喜歡的戰車：豹式戰車F型
虎I戰車車長（前黑森峰女子學園戰車道隊長、西住流繼承人），黑森峰女子學園三年級生，現為德國薩克森大學一年級生，首次出場於本篇第2話，美穗的姐姐，作為國際強化選手，是位常在新聞媒體上曝光的知名人物，對於妹妹當年的行為輸掉比賽自責離開學校後，表面上認為妹妹臨陣脫逃違背西住流的作風而感到不滿，在第2話的電視新聞中，受訪時說到厭惡臨陣脫逃的人，暗指自己的妹妹的行為，和第5話在蛋糕店巧遇妹妹時說到「沒想到妳現在還在學習戰車道」，卻也意外傷了自己妹妹的心，但為了顧及西住流的門面，其實內心跟本不喜歡說出這些話，心裡還是很關心妹妹和期待著她的成長，對於自己媽媽和副隊長（逸見艾麗卡）批評妹妹的言論，持偏否定的態度，第12話和大洗女子學園的決賽時，和妹妹進行1V1對決，但敗下了陣，最後認同她的成長，兩姊妹也重歸於好。
在劇場版裡，由於妹妹轉校文件需要監護人簽名，還幫忙她解決簽名的煩惱，還親自開二號戰車送她回車站，為了對抗大學選拔隊，派出自己的虎I戰車、（逸見艾麗卡）虎II坦克、（赤星小梅）和（小島恵美）的豹式戰車G型，最後與妹妹合力擊敗「島田流」繼承人（島田愛里壽）取得最終勝利。
在最終章第1話，因为即將前往德國留學，在無限軌道杯前夕，將隊長一職交给（逸見艾麗卡）。

#### 虎II戰車小隊
- 使用戰車：虎II戰車， 納粹德國在第二次世界大戰生產的重型戰車。

逸見艾麗卡（Itsumi Erika，聲：生天目仁美（日本）；李昀晴（台灣））
別稱:艾麗卡隊長
出生於熊本縣熊本市，生日：3月6日，年齡：16歲，身高：159公分，血型：AB型，喜歡的花：蝴蝶蘭，喜歡的戰車：突擊虎式
虎II戰車車長（前戰車道副隊長,現接任隊長），黑森峰女子學園二年級生，首次出場於本篇第4話，在官方同名小說提到，是（西住美穗）當年「第62屆全國戰車道大賽」所救的三號戰車J型的成員之一，對於她當年的行為感到不是很滿意，當美穗離開學校後，接任戰車部副隊長一職，之後遇到美穗，見一次罵一次，不過最後輸給大洗女子學園後，認同她的實力，也跟她和好，在官方廣播劇「西住美穗的黑森峰女子學園之行」表示，之後要用自己的力量擊敗美穗，個性非常急性子，還很討厭失敗的感覺，喜歡用重火力壓制對手的戰術，不過在最終章第3話，懂了不拘節於同一種戰術，捨去這項戰術，非常尊敬自己的隊長及西住流，對於否定隊長及西住流的人，一律抱著敵意態度，在最終章第1話，從 (西住真穗)接任戰車部隊長一職，在第2、3話帶領學校，分別擊敗馬其諾女子學院和真理高中，與真理高中比賽時，與（入間安奈）互換戰車，利用自己新的戰術，直搗對手旗車。
名字取自德國著名的軍歌艾麗卡。

#### 豹式戰車G型小隊
- 使用戰車：三號戰車J型>豹式戰車G型，前者為 納粹德國在第二次世界大戰前夕生產的中型戰車，後者為 納粹德國在第二次世界大戰生產的中型戰車。

赤星小梅（Akaboshi Koume，聲：仙台惠理）
別稱:溺田同學（溺田さん）、溺水子（水没子）
出生不詳，生日不詳，年齡不詳，身高不詳，血型不詳，喜歡的花不詳，喜歡的戰車不詳
豹式戰車G型車長兼通訊員（戰車部副隊長、前三號戰車J型車長兼通訊員），黑森峰女子學園二年級生，首次出場於本篇第10話，是（西住美穗）當年「第62屆全國戰車道大賽」所救的三號戰車J型的成員之一，對於她為了救自己而錯失勝利機會，導致她離開黑森峰女子學園感到自責，不過本篇第10話與大洗女子學園決賽前，直接和美穗道歉與道謝，對於她沒有放棄戰車道感到很高興，在官方外傳漫畫「少女與戰車 艾麗卡篇」提到，在黑森峰女子學園「國中部」就已經是美穗的好朋友，做為美穗的小隊一員，受到她很多的照顧，在本篇原先是搭乘三號戰車J型，和（小島恵美）一樣，從劇場版開始換成豹式戰車G型，很可惜沒什麼表現的機會，就被大學選拔隊的卡爾臼炮擊毀。
在最終章第1話，從 (逸見艾麗卡)接任戰車道副隊長一職。
在TV版和劇場版片尾沒有給她正式的名稱，和（小島恵美）一樣，在最終章第2話片尾才有了正式的名稱。

#### 獵豹式驅逐戰車小隊
- 使用戰車：獵豹式驅逐戰車>豹式戰車G型，前者為 納粹德國在第二次世界大戰將豹式戰車改裝而成的驅逐戰車，後者為 納粹德國在第二次世界大戰生產的中型戰車。

小島惠美（Kojima Emi，聲：葉山郁美）
別稱:小島艾美、小島英美、小島園美、直下同學（直下さん）、履帶子（履帯子）、獵豹式驅逐戰車車長
出生不詳，生日不詳，年齡不詳，身高不詳，血型不詳，喜歡的花不詳，喜歡的戰車不詳
豹式戰車G型車長（前獵豹式驅逐戰車車長），黑森峰女子學園?年級生，首次出場於本篇第11話，因為連續兩次被烏龜隊的追獵者式戰車打斷履帶，最後還憤怒說到「啊！這是剛剛才修好的啊！！，你這傢伙！我們的履帶很重耶！！」，就是因為她以下這些行為，被網友給予「履帶子」的稱號，至於另外一個稱號「直下同學」，來自官方同人誌作品「少女與戰車·短期目標達成·各位辛苦了讀本」，在其中一個分鏡提到「認真聽講的艾麗卡與直下同學」，這也就是這個稱號原來，製作組還討論過「履帶子」和「直下同學」，這個兩個稱號，不過事後有出來澄清，這些並非官方設定，一切純屬開玩笑，在本篇原先是搭乘獵豹式驅逐戰車，和（赤星小梅）一樣，從劇場版開始換成豹式戰車G型，很可惜沒什麼表現的機會，就被大學選拔隊的卡爾臼炮擊毀。
在TV版和劇場版片尾沒有給她正式的名稱，和（赤星小梅）一樣，在最終章第2話片尾才有了正式的名稱。

#### 三號戰車J型小隊
- 使用戰車：三號戰車J型， 納粹德國在第二次世界大戰前夕生產的中型戰車。

入間安奈（Iruma Anna，聲：上坂菫）
別稱:無
出生不詳，生日不詳，年齡不詳，身高不詳，血型不詳，喜歡的花不詳，喜歡的戰車不詳
三號戰車J型車長，黑森峰女子學園?年級生，首次出場於最終章第3話，在與真理高中比賽時，與隊長（逸見艾麗卡）互換戰車，自己的戰車上印有自己的圖案。

#### 其它登場人員
艾瑪
最終章第4話登場，黑森峰女子學園的成員。
安奈
最終章第4話登場，黑森峰女子學園的成員。
勝矢梅格
最終章第4話登場，黑森峰女子學園的成員，三號車長。

### 知波單學園（，Chi-Ha-Tan Academy）

#### 九七式（舊砲塔型）中戰車小隊
- 使用戰車：九七式（舊砲塔型）中戰車， 日本在第二次世界大戰前夕生產的中型戰車。

西絹代（nishi kinuyo，聲：瀬戸麻沙美（日本）；陳貞伃（台灣））
別稱:西隊長
出生不詳，生日：12月8日，年齡：17歲，身高：158公分，血型：O型，喜歡的花不詳，喜歡的戰車不詳
九七式（舊砲塔型）中戰車車長（戰車道隊長），知波單學園二年級生，首次出場於劇場版，在「第63屆全國戰車道大賽」被黑森峰女子學園全殲滅後，立志於於改革學校的戰車部，座右銘是「先發制人」，有著大和撫子的個性，十分信任自己的隊友，也導致她有時會控制不住隊員們的行動，無奈也只能陪隊員們一起突擊，在劇場版裡，和大洗女子學園組成聯軍，對抗聖葛羅莉安娜女子學院和真理高中的聯軍時，因為沒控制好隊員們，導致多數戰車被擊毀，中途還會錯意，把家鴨隊的「撤退」聽成「突擊」，不過在對抗大學選拔隊時，很豪邁的出動22輛戰車支援，結果是會錯電報的內容，最後只派出自己、（細見靜子）和（池田江美）九七式（舊砲塔型）中戰車、（玉田環）和（名倉節子）九七式（新砲塔型）中戰車還有（福田春）九五式輕戰車。
不過她仍會聽取別人的意見，其中（福田春）給予她最多的幫助，在劇場版裡，採取她的戰術，用個種方式埋伏大學選拔隊的M26潘興戰車，在最終章第2、3話中，將她提出的戰術，發揮出最大的功效，還差點打敗大洗女子學園。
在官方劇場版廣播劇提到，自己有一輛摩托車叫「天王星」，然而和她名字來源的西竹一的愛馬也叫「天王星」
名字是取自第二次世界大戰日本陸軍著名戰車軍官西竹一。
細見靜子（Hosomi Shizuko，聲：七瀨亞深（日本）；李昀晴（台灣））
別稱:無
出生不詳，生日不詳，年齡不詳，身高不詳，血型不詳，喜歡的花不詳，喜歡的戰車不詳
九七式（舊砲塔型）中戰車車長（戰車部副隊長），知波單學園?年級生，首次出場於劇場版，綁著一種十分特殊的捲髮，是學校公認的美人，和（玉田環）不同，有著意料之外的冷靜，喜歡日本信州的名產「山賊燒」和情感歌謠，在劇場版裡，對抗大學選拔隊時，起初和（玉田環）一樣，反對（福田春）的想法，最後因為隊長（西絹代）的關係，只能接受，幫助（玉田環）吸引注意力，擊毀一輛M26潘興戰車，在最終章第2話裡，對於新的戰術有所質疑，在（玉田環）的說明下，也馬上接受了新的戰術，在夜戰時，是第一個看到（福田春）害怕黑暗的人。
在劇場版片尾暫譯成（細見），在最終章第3話片尾才有了正式的名稱。
名字是取自第二次世界大戰日本陸軍戰車軍官細見惟雄。
寺本富子（Teramoto Tomiko，聲：葉山郁美（日本）；張乃文（台灣））
別稱:大本營
出生不詳，生日不詳，年齡不詳，身高不詳，血型不詳，喜歡的花不詳，喜歡的戰車不詳
（細見靜子）的九七式（舊砲塔型）中戰車通訊員（戰車部宣傳委員），知波單學園?年級生，首次出場於劇場版，代號大本營，喜歡攝影，拍照時都會拿著復古相機，喜歡吃日本奈良縣醃菜「奈良漬」，在劇場版友誼賽中，用復古相機為（池田江美）和知波單學園留下歷史性的一刻，對抗大學選拔隊時，隨（細見靜子）支援大洗女子學園，在最終章第2話，應隊長們的要求，拿出音響播放動畫自創音樂「知波單的戀人」來鼓舞士氣。
在劇場版片尾暫譯成（寺本），在最終章第3話片尾才有了正式的名稱。
池田江美（Ikeda Emi，聲：多田木乃美（日本）；劉如蘋（台灣））
別稱:無
出生不詳，生日不詳，年齡不詳，身高不詳，血型不詳，喜歡的花不詳，喜歡的戰車不詳
九七式（舊砲塔型）中戰車車長，知波單學園?年級生，首次出場於劇場版，除了選修戰車道，同時也在學薙刀道，喜歡收集可愛的布偶，擅長做有關魚的料理，在劇場版友誼賽中，擊毀一輛聖葛羅莉安娜女子學院的瑪蒂達II戰車，對抗大學選拔隊時，和（名倉節子）一樣，比賽開始沒多久，就被擊毀，在最終章第2話裡，（玉田環）對於新的戰術有所質疑時，在她的說明下，就馬上接受了新的戰術，在第3話裡，應隊長（西絹代）的要求，用信號槍發射出照明彈，讓大洗女子學園的位置曝光，但在追擊鮟鱇隊時，翻覆在河裡。
在劇場版片尾暫譯成（池田），在最終章第3話片尾才有了正式的名稱。
名字是取自第二次世界大戰日本陸軍戰車軍官池田末男。
久保田凜（Kubota Rin，聲：大地葉（日本）；連思宇（台灣））
別稱:無
出生不詳，生日不詳，年齡不詳，身高不詳，血型不詳，喜歡的花不詳，喜歡的戰車不詳
九七式（舊砲塔型）中戰車車長，知波單學園?年級生，首次出場於劇場版，擅長數學和地理，是位理論派，在軍人將棋和圍棋方面也很擅長，但自己真正喜歡的是大富豪，興趣是畫線條畫和折千代紙，在劇場版裡，僅參與友誼賽，最後未參與和大學選拔隊的殲滅戰，在最終章第2話裡，最先發現大洗女子學園的陷阱，要求大部隊停車，在第3話裡，追擊鮟鱇隊時，被擊毀。
在劇場版片尾暫譯成（久保田），在最終章第3話片尾才有了正式的名稱。

#### 九五式輕戰車小隊
- 使用戰車：九五式輕戰車， 日本在第二次世界大戰前夕生產的輕型戰車。

福田春（Fukuda Haru，聲：大空直美）
別稱:軍師
出生不詳，生日：8月7日，年齡不詳，身高：135公分，血型不詳，喜歡的花不詳，喜歡的戰車不詳
九五式輕戰車車長兼裝填手，知波單學園?年級生，首次出場於劇場版，帶著大圓框眼鏡、綁著雙麻花辮和身高矮小的女生，平時比賽戴著軍用頭盔，曾經跟隊員們一樣喜歡突擊，在劇場版裡，和大洗女子學園的家鴨隊聯手擊毀聖葛羅莉安娜女子學院（魯克莉莉）的瑪蒂達II戰車之後，對於學校的戰術有所動搖，之後對抗大學選拔隊時，提出改變一往的戰術，起初遭到兩位副隊長（玉田環）和（細見靜子）的反對，但隊長（西絹代）接受她的提議，迫使隊伍改變戰術，在這之後和（西絹代）努力嘗試改革自家戰車部，在最終章第2、3話，由於從家鴨隊身上學習到很多事情，將自己學習到的，放入對抗大洗女子學園的戰術中，例:原地踏步突擊（原地開火）、再見突擊（撤退）和悠閒突擊（行進間開火）等。
在劇場版片尾暫譯成（福田），在最終章第3話片尾才有了正式的名稱。
名字是取自日本知名小說家司馬遼太郎，本名福田定一，在第二次世界大戰日本陸軍配屬戰車連隊，官至副小隊長。
長谷川達（Hasegawa Tatsu，聲：伊瀨茉莉也）
別稱:無
出生不詳，生日不詳，年齡不詳，身高不詳，血型不詳，喜歡的花不詳，喜歡的戰車不詳
九五式輕戰車駕駛員，知波單學園?年級生，首次出場於最終章第3話，充滿元氣的女生，喜歡吃糯米飯，同時也喜歡吃（福田春）做的「澆汁燒」，但不怎麼喜歡年糕，雖然在劇場版裡，有隨著（福田春）參加友誼賽和殲滅戰，但在最終章第3話才有露臉，利用自身能力和（福田春）的戰術，擊毀大洗女子學園家鴨隊的八九式中戰車。
平井花子（Hirai Hanako，聲：安濟知佳）
別稱:無
出生不詳，生日不詳，年齡不詳，身高不詳，血型不詳，喜歡的花不詳，喜歡的戰車不詳
九五式輕戰車砲手，知波單學園?年級生，首次出場於最終章第3話，最想學會扔粉筆這項技能，除了選修戰車道，同時為了改變自己，學過巴西柔術，但實際上還是個很弱小的人，雖然在劇場版裡，有隨著（福田春）參加友誼賽和殲滅戰，但在最終章第3話才有露臉，利用自身能力和（福田春）的戰術，擊毀大洗女子學園家鴨隊的八九式中戰車。

#### 九七式（新砲塔型）中戰車小隊
- 使用戰車：九七式（新砲塔型）中戰車， 日本在第二次世界大戰前夕生產的中型戰車。

玉田環（Tamada Tamaki，聲：米澤圓（日本）；連婉鈞（台灣））
別稱:無
出生不詳，生日不詳，年齡不詳，身高：154公分，血型不詳，喜歡的花不詳，喜歡的戰車不詳
九七式（新砲塔型）中戰車車長（戰車部副隊長），知波單學園?年級生，首次出場於劇場版，綁著單邊的麻花辮，是知波單學園最熱血的女生，一心只想突擊，不知撤退為何物，是位傳統主義者，在劇場版裡，對抗大學選拔隊時，起初和（細見靜子）一樣，反對（福田春）的想法，最後因為隊長（西絹代）的關係，只能接受，不過也因此擊毀一輛M26潘興戰車，在最終章第2話裡，對於新的戰術有所質疑，在（池田江美）的說明下，就馬上接受了新的戰術，不過在被大洗女子學園包圍之時，聽到隊長（西絹代）說要撤退，短時間無法接受。
在劇場版片尾暫譯成（玉田），在最終章第3話片尾才有了正式的名稱。
名字是取自第二次世界大戰日本陸軍戰車軍官玉田美郎。
濱田紀代（Hamada Kiyo，聲：井上優佳（日本）；連思宇（台灣））
別稱:無
出生不詳，生日不詳，年齡不詳，身高不詳，血型不詳，喜歡的花不詳，喜歡的戰車不詳
九七式（新砲塔型）中戰車車長，知波單學園?年級生，首次出場於劇場版，除了選修戰車道，同時也是茶道裏千家的門徒，是位很賢惠的人，但也是個愛挖苦自己的人，經常說些莫名其妙的話，最喜歡日本小說家江戶川亂步，在劇場版裡，僅參與友誼賽，最後未參與和大學選拔隊的殲滅戰，在最終章第2話裡，幫助（玉田環）擊毀大洗女子學園的保時捷 虎 (P)戰車，在撤離時被鮟鱇隊擊毀。
在劇場版片尾暫譯成（濱田），在最終章第3話片尾才有了正式的名稱。
名倉節子（Nagura Setsuko，聲：石上美帆）
別稱:無
出生不詳，生日不詳，年齡不詳，身高不詳，血型不詳，喜歡的花不詳，喜歡的戰車不詳
九七式（新砲塔型）中戰車車長，知波單學園?年級生，首次出場於劇場版，擅長秘密偵察，經常送給別人混合果凍，家中有養兩隻紀州犬，在劇場版裡，對抗大學選拔隊時，和（池田江美）一樣，比賽開始沒多久，就被擊毀，在最終章第2話裡，夜戰中最先偵察到大洗女子學園的位置，並協助（玉田環）保時捷 虎 (P)戰車，在第3話裡，追擊鮟鱇隊時，被擊毀。
在劇場版片尾暫譯成（名倉），在最終章第3話片尾才有了正式的名稱。

#### 特二式內火艇小隊
- 使用戰車：特二式內火艇， 日本在第二次世界大戰將九五式輕戰車改裝而成的兩棲戰車。

西原八十子（Nishihara Yasoko，聲：井上優佳）
別稱:座敷童子1號
出生不詳，生日不詳，年齡不詳，身高不詳，血型不詳，喜歡的花不詳，喜歡的戰車不詳
特二式內火艇車長，知波單學園?年級生，首次出場於最終章第2話，忍耐力高，忠於完成自己的任務，擅長古式游泳，因為髮型的原因，隊員們都叫她「座敷童子1號」和（上西千代子）一樣都有這樣的稱號，在最終章第2話裡，偽裝成鴨子偷襲大洗女子學園，並擊毀野鴨隊的B1重型坦克，在第3話裡，和（上西千代子）追擊食蟻獸隊並成功擊毀，但最後被兔子隊擊毀。
在最終章第2話片尾暫譯成（西原），在最終章第3話片尾才有了正式的名稱。
上西千代子（Uenishi Chiyoko，聲：森谷里美）
別稱:座敷童子2號
出生不詳，生日不詳，年齡不詳，身高不詳，血型不詳，喜歡的花不詳，喜歡的戰車不詳
特二式內火艇車長，知波單學園?年級生，首次出場於最終章第3話，喜歡逛百元商店，擅長蝶泳，因為髮型的原因，隊員們都叫她「座敷童子2號」和（西原八十子）一樣都有這樣的稱號，在最終章第2話裡，偽裝成鱷魚偷襲大洗女子學園，不過那時還沒有露面，在第3話裡，和（西原八十子）追擊食蟻獸隊，但最後被兔子隊擊毀。

### 繼續高中（，Continuation High School）

#### BT-42突擊砲小隊
- 使用戰車：BT-42突擊砲， 芬兰在第二次世界大戰生產的突擊炮。

米卡（Mika，聲：能登麻美子（日本）；陳貞伃（台灣））
別稱:米嘉、琴魔
出生地不詳，生日：11月30日，年齡：17歲，身高：161公分，血型不詳，喜歡的花不詳，喜歡的戰車不詳
擔任繼續高中戰車隊隊長及BT-42突擊砲車長，首次出場於劇場版，平時戴著漁夫帽和拿著康特勒琴，愛講人生大道理和幹話，讓阿基和米科有時根本不知道她在想什麼，總憑自己的信念而行動，認為「戰車道包含人生一切重要的事物」進而選修戰車道，擁有強大的聽音辨位能力，不用探出頭也可以知道敵方車輛位置，在官方劇場版廣播劇裡，吃完米科捕來的海鮮、之前採來的馬鈴薯和「借」來的軍用口糧，在劇場版裡，拒絕大洗女子學園的邀約參加友誼賽，不過對抗大學選拔隊時，派出自己的BT-42突擊砲支援大洗女子學園，協助橡實小隊擊毀卡爾臼炮，也因為過程中用康特勒琴彈出塞基耶尔维波尔卡，被網友稱為「琴魔」，在最終章第3話裡，將桑達斯大學附屬高中的亞理紗引入自己設下的陷阱。
人物原型取自芬蘭童話「姆明」系列作登場角色（阿金）Snufkin，名字取自芬蘭一級方程式賽車冠軍賽車手米卡·海基寧。
阿基（Aki，聲：下地紫野（日本）；連婉鈞（台灣））
別稱:阿琪、亞季、工具人
出生地不詳，生日：9月9日，年齡不詳，身高：142公分，血型不詳，喜歡的花不詳，喜歡的戰車不詳
BT-42突擊砲砲手兼裝填手，繼續高中?年級生，首次出場於劇場版，時常搞不懂米卡的想法，但為了更瞭解她，選擇繼續追隨她，在劇場版裡，隨米卡支援大洗女子學園，協助橡實小隊擊毀卡爾臼炮，在最終章第3話裡，協助米卡將桑達斯大學附屬高中的亞理紗引入她設下的陷阱。
人物原型取自芬蘭童話「姆明」系列作登場角色姆米托魯，名字取自芬蘭知名電影導演阿基·郭利斯馬基。
米科（Mikko，聲：石上美帆）
別稱:美高、咪子、芬蘭老司機
出生於石川縣，生日：11月22日，年齡：16歲，身高：143公分，血型不詳，喜歡的花不詳，喜歡的戰車不詳
BT-42突擊砲駕駛員，繼續高中二年級生，首次出場於劇場版，喜歡克里斯蒂懸掛，擁有能將BT-42突擊砲機動性發揮到極致的駕駛技術，能把BT-42突擊砲當跑車開，在劇場版裡，隨米卡支援大洗女子學園，利用自身能力，協助橡實小隊擊毀卡爾臼炮，在最終章第3話裡，也是利用自身能力，協助米卡將桑達斯大學附屬高中的亞理紗引入她設下的陷阱。
人物原型取自芬蘭童話「姆明」系列作登場角色（小不點）Little My，名字取自芬蘭世界拉力錦標賽前車手米科·希爾沃寧。

#### 三號突擊炮G型小隊
- 使用戰車：三號突擊炮G型， 納粹德國在第二次世界大戰將三號戰車改裝而成的突擊砲。

洋子（Jouko，聲：若山詩音）
別稱:白色魔女（白い魔女）
出生地不詳，生日：9月3日，年齡：17歲，身高不詳，血型不詳，喜歡的花不詳，喜歡的戰車不詳
三號突擊炮G型砲手，繼續高中一年級生，由於夏季大賽失利於黑森峰而沒受到關注。出場於最終章第3話，平時戴著棒球帽，在比賽時會穿著白色風衣，擁有精確的砲擊能力，在最終章第3話裡，配合米卡的計畫，擊毀桑德斯大學附屬高中的亞理紗所在的旗車，和大洗女子學園比賽時，原本是想擊毀敵方旗車，結果擊毀到鮟鱇隊的四號戰車H型，表情顯得並不是很開心。
被米卡稱為「白色魔女」並給她這樣的評論：「她是一個沉穩嚴肅的人，但似乎有點不靈活」，雖善於定點狙擊但無法在行進間準確射擊。
原型為冬季戰爭時期芬蘭陸軍皇牌狙擊手席摩·海赫。

#### KV-1戰車小隊
- 使用戰車：KV-1戰車， 苏联在第二次世界大戰生產的重型戰車，曾在1942年4月繼續戰爭中被芬蘭軍隊擄獲並使用

百合（Yuri，聲：多田 このみ）
出場於最終章第4話，擔任與真理高中友誼賽勝利賭注而得來的KV-1車長，能手持手風琴與米卡的康特勒琴做訊息交流並合奏塞基耶尔维波尔卡，依靠KV-1的重甲抵擋大洗數次砲擊而不毀令大洗陷入苦戰。
與其小隊員皆是飛機頭髮型，原型為芬蘭搖滾樂隊列寧格勒牛仔。

#### 其它登場人員
塔米
最終章第4話登場，繼續高中的T-26車長，褐髮單馬尾，發現了大洗的兵分二路之計。
雷諾
最終章第4話登場，繼續高中的T-34車長。
雅里
最終章第4話登場，繼續高中的T-34車長。
托米
最終章第4話登場，繼續高中的T-26駕駛，與塔米搭檔。

### 大學選拔隊 (大学選抜チーム，All-Stars University Team)

#### 百夫長（Mk.1型）主力戰車小隊
- 使用戰車：百夫長（Mk.1型）戰車， 英国在第二次世界大戰生產的主力戰車。

島田愛里壽（Shimada Arisu，聲：竹達彩奈）
別稱:島田愛麗絲、隊長、戰神
出生不詳，生日：10月24日，年齡：13歲，身高：130公分，血型不詳，喜歡的花不詳，喜歡的戰車不詳
百夫長（Mk.1型）主力戰車車長（大學選拔隊長、島田流繼承人），首次出場於劇場版，島田流獨生女，是位13歲就跳級讀大學的天才，與大洗女子學園的（西住美穗）同為動畫裡虛構的「博科熊」愛好者，和她一樣擁有強大的領導能力，在戰車道比賽中，經常使用變幻無常的戰術，能一次對付多輛敵方戰車，在劇場版裡，請求母親（島田千代）如果打敗大洗女子學園和其他高中組成的聯軍幫忙出資修復「博科熊」遊樂園，雖然最後還是輸了，不過仍為她出資修復「博科熊」遊樂園，劇場版OVA裡，為了體驗高中生活而前往大洗女子學園參觀，雖然最後有意願入學，但想到不能當（西住美穗）的對手，拒絕入學並轉入其他高中，最終章第4話已確認轉學至聖葛羅莉安娜，並在無線軌道盃準決賽與黑森峰的對決中初次參賽。
名字是取自第二次世界大戰日本陸軍戰車軍官島田豊作。

#### M26潘興戰車中隊（惠美、安住、留美 中隊）
- 使用戰車：M26潘興戰車， 美国在第二次世界大戰生產的中、重型戰車。

惠美（Megumi，聲：藤村步）
別稱:惠、百慕達三姐妹（バミューダ三姉妹）
出生不詳，生日不詳，年齡不詳，身高：163公分，血型不詳，喜歡的花不詳，喜歡的戰車不詳
M26潘興戰車車長（惠美中隊長），首次出場於劇場版，桑達斯大學附屬高中畢業生，自己的戰車上標有紅色正方形的標誌，中隊旗下除了其他9輛M26潘興戰車，還有M24霞飛戰車和T28超重型坦克各一輛，也是三個中隊指揮最多戰車的隊長，與另外兩位中隊長（杏美、留美）組成「百慕達三姐妹」，不過她們三位並沒有血緣關係，只是名義上的姐妹，當三位聚在一起時，還可以發動名為「百慕達攻擊」的戰術，在劇場版裡，比賽前期選擇較為保守的戰術並看時機出擊，後期直接派自己隊伍的T28超重型坦克率先突破大洗女子學園和其聯軍防守的遊樂園，為了整個隊伍弄出突破口，和（杏美）一樣，有存活到最後的決戰，不過都被西住姊妹打敗，在官方劇場版廣播劇裡，與（杏美、留美）一樣超級喜歡自家隊長（島田愛里壽），到了有點溺愛的程度。
安住（Azumi，聲：飯田友子（日本）；連婉鈞（台灣））
別稱:杏美、安曇、百慕達三姐妹（バミューダ三姉妹）
出生不詳，生日不詳，年齡不詳，身高：165公分，血型不詳，喜歡的花不詳，喜歡的戰車不詳
M26潘興戰車車長（安住中隊長），首次出場於劇場版，BC自由學園畢業生，自己的戰車上標有黃色菱形的標誌，與（留美）一樣，中隊旗下只有7輛M26潘興戰車和1輛M24霞飛戰車，但也是唯一不戴貝雷帽和不打領帶的隊長，與另外兩位中隊長（惠美、留美）組成「百慕達三姐妹」，不過她們三位並沒有血緣關係，只是名義上的姐妹，當三位聚在一起時，還可以發動名為「百慕達攻擊」的戰術，在劇場版裡，巷戰時看穿大洗女子學園河馬隊的偽裝，和（惠美）一樣，有存活到最後的決戰，不過都被西住姊妹打敗，在官方劇場版廣播劇裡，與（惠美、留美）一樣超級喜歡自家隊長（島田愛里壽），到了有點溺愛的程度，在最終章裡，時常出席無限軌道盃觀看大洗女子學園比賽過程。
留美（Rumi，聲：中原麻衣）
別稱:琉美、瑠美、瑠海、百慕達三姐妹（バミューダ三姉妹）
出生不詳，生日不詳，年齡不詳，身高：157公分，血型不詳，喜歡的花不詳，喜歡的戰車不詳
M26潘興戰車車長（留美中隊長），首次出場於劇場版，繼續高中畢業生，自己的戰車上標有藍色三角形的標誌，與（杏美）一樣，中隊旗下只有7輛M26潘興戰車和1輛M24霞飛戰車，也是唯一戴著眼鏡的隊長，與另外兩位中隊長（惠美、杏美）組成「百慕達三姐妹」，不過她們三位並沒有血緣關係，只是名義上的姐妹，當三位聚在一起時，還可以發動名為「百慕達攻擊」的戰術，在劇場版裡，發現在雲霄飛車軌道上偵查的安齊奧高中三人，並下令排除這三人，在前往支援自家隊長時，被大洗女子學園向日葵中隊擊毀，未參與最後的決戰，在官方劇場版廣播劇裡，與（惠美、杏美）一樣超級喜歡自家隊長（島田愛里壽），到了有點溺愛的程度。

### BC自由學園 (BC自由学園，BC Freedom Academy)

#### 雷諾FT-17戰車小隊
- 使用戰車：雷諾FT-17戰車， 法國在第一次世界大戰生產的小型戰車。

瑪麗（Marie，聲：原由實（日本）；張乃文（台灣））
別稱:瑪麗大人
出生不詳，生日：4月20日，年齡不詳，身高：150公分，血型不詳，喜歡的花不詳，喜歡的戰車不詳
雷諾FT-17戰車車長（戰車道隊長），BC自由學園?年級生，首次出場於最終章第1話，自己的戰車上印有紅心的圖案，有著貴族淑女的言行舉止，對任何事情都處之泰然，卻特別喜歡蛋糕，隨時隨地都要吃著一盤小蛋糕，在「內部直升組」有著非凡的地位，雖說是「內部直升組」出身，對於學校兩大派系「內部直升組」和「外部入學組」的鬥爭不是很在乎，但在最終章第2話OVA裡，為了贏得「無限軌道杯」，反而巧妙的利用兩方，混淆前來偵察的大洗女子學園（秋山優花里），不過也促使兩方和平共處。
人設是取自漫畫《凡爾賽玫瑰》的瑪麗·安東妮皇后。
祖父江（sofue，聲：石上美帆）
別稱:無
出生不詳，生日不詳，年齡不詳，身高不詳，血型不詳，喜歡的花不詳，喜歡的戰車不詳
雷諾FT-17戰車駕駛員，BC自由學園?年級生，首次出場於最終章第1話，「內部直升組」的成員，也是（瑪麗）的僕人之一。
在最終章第1話片尾沒有給她正式的名稱，和（砂部）一樣，在最終章第2話片尾才有了正式的名稱。
砂部（Isabe，聲：中里望）
別稱:無
出生不詳，生日不詳，年齡不詳，身高不詳，血型不詳，喜歡的花不詳，喜歡的戰車不詳
雷諾FT-17戰車砲手兼通訊員，BC自由學園?年級生，首次出場於最終章第1話，「內部直升組」的成員，也是（瑪麗）的僕人之一，在最終章第1話裡，將（瑪麗）的命令，傳達給另外兩個小隊，告訴她們時機到了。
在最終章第1話片尾沒有給她正式的名稱，和（祖父江）一樣，在最終章第2話片尾才有了正式的名稱。

#### S-35戰車小隊（安藤小隊）
- 使用戰車：S-35戰車， 法國在第二次世界大戰前夕生產的騎兵戰車。

安藤麗奈（聲：津田美波（日本）；李昀晴（台灣））
別稱:安藤（あんどう）、安藤玲奈、安藤蕾娜、隊長
出生不詳，生日不詳，年齡不詳，身高不詳，血型不詳，喜歡的花不詳，喜歡的戰車不詳
S-35戰車車長（安藤小隊長、「外部入學組」領袖），BC自由學園?年級生，首次出場於最終章第1話，自己的戰車上印有綠色黑桃的圖案，有著褐色皮膚，非常討厭「內部直升組」的（押田流歌）認為她只是待在溫室的花朵，不知人間疾苦，在最終章第2話OVA裡，為了討回「外部入學組」的尊嚴，發起名為「鯛魚燒革命」的行動，不過最後被隊長（瑪麗）阻止。
人設是取自漫畫《凡爾賽玫瑰》的安德烈·格蘭迪耶。

#### ARL_44重型坦克小隊（押田小隊）
- 使用戰車：ARL_44重型坦克， 法國在第二次世界大戰生產的重型戰車。

押田流歌（聲：安濟知佳（日本）；劉如蘋（台灣））
別稱:押田（おしだ）、隊長
出生不詳，生日不詳，年齡不詳，身高不詳，血型不詳，喜歡的花不詳，喜歡的戰車不詳
ARL_44重型坦克車長（押田小隊長、「內部直升組」領袖），BC自由學園?年級生，首次出場於最終章第1話，自己的戰車上印有藍色梅花的圖案，非常仰慕自家隊長（瑪麗）並稱呼她為「瑪麗大人」，和「外部入學組」的（安藤麗奈）是死對頭，認為她只是個底層民而已，雖說是大小姐，性格卻十分強硬，講話很粗俗，在最終章第2話OVA裡，帶人進入「外部入學組」的區域，準備強拆她們的攤位，當「外部入學組」要發起革命，決定派出鎮暴部隊鎮壓革命，不過最後被隊長（瑪麗）阻止。
人設是取自漫畫《凡爾賽玫瑰》的奧斯卡·法蘭索瓦·德·傑爾吉。

### 無尾熊之森學園 (コアラの森学園，Koala Forest Academy)

#### 哨兵（Mk.1型）戰車小隊
- 使用戰車：哨兵（Mk.1型）戰車， 在第二次世界大戰生產的巡洋戰車。

考拉（Koala，聲：無）
別稱:無尾熊
出生不詳，生日不詳，年齡不詳，身高不詳，血型不詳
哨兵（Mk.1型）戰車車長（戰車道隊長），無尾熊之森學園學生???，首次出場於最終章第2話，只是一隻無尾熊，卻被其他戰車部成員推選為隊長，雖說是隊長，但真正的指揮權在副隊長（蕨）身上。
蕨（Wallaby，聲：藤村步）
別稱:無
出生不詳，生日不詳，年齡不詳，身高不詳，血型不詳，喜歡的花不詳，喜歡的戰車不詳
哨兵（Mk.1型）戰車車長（戰車部副隊長），無尾熊之森學園?年級生，首次出場於最終章第2話，小隊的第二位車長，發號施令前，都會問隊長（考拉）的意見，雖然不會有回應，卻能聽懂它的話?，雖然是副隊長，卻有最高的指揮權，在最終章第2話裡，因為輕視與她們比賽的「知波單學園」導致整個隊伍輸掉比賽。
鴨乃橋（Platypus，聲：瀬戸麻沙美）
別稱:無
出生不詳，生日不詳，年齡不詳，身高不詳，血型不詳，喜歡的花不詳，喜歡的戰車不詳
哨兵（Mk.1型）戰車砲手，無尾熊之森學園?年級生，首次出場於最終章第2話，有著金色的爆炸頭，最先發現「知波單學園」的戰車。

### 馬奇諾女子學院 (マジノ女学院，Maginot Girls'College)

#### S-35戰車小隊
- 使用戰車：S-35戰車， 法國在第二次世界大戰前夕生產的騎兵戰車。

艾克萊爾（Éclair，聲：東山奈央）
別稱:無
出生不詳，生日不詳，年齡不詳，身高不詳，血型不詳，喜歡的花不詳，喜歡的戰車不詳
S-35戰車車長（戰車道隊長），馬奇諾女子學院二年級生，首次出場於官方外傳漫畫「激鬥！馬奇諾篇」，自己的戰車上印有藍色黑桃的圖案，有胃痛的毛病，會隨身帶著胃藥，在第63屆「全國戰車道大賽」四個前，不滿學校的防禦型戰術，像時任戰車部隊長（瑪德蓮）發起挑戰，最後獲得勝利並接任隊長的位置，將原來的防禦型戰術改為以快速攻擊敵軍中樞為主的自創流派「聖西爾流」，也導致很多成員離開，非常仰慕（西住志穗），不過在見到大洗女子學園的（西住美穗）之後與她印象中的「西住流」有著不一樣的想法，在最終章第2話裡，帶領隊伍參加第41屆「無限軌道杯」，在黑森峰女子學園的火力壓制下，輸掉了比賽。

### 青師團高中 (青師団高校，Blue Division High School)

#### 二號戰車F型小隊
- 使用戰車：二號戰車F型， 納粹德國在第二次世界大戰前夕生產的輕型戰車。

艾爾（El，聲：中村櫻）
別稱:無
出生不詳，生日不詳，年齡不詳，身高不詳，血型不詳，喜歡的花不詳，喜歡的戰車不詳
二號戰車F型車長兼砲手（戰車部隊長），青師團高中?年級生，首次出場於最終章第1話，在第41屆「無限軌道杯」抽籤現場，坐在（西住美穗）一行人前面，在最終章第2話裡，為了逃離對手的追擊，下令隊友（維里迪亞娜）全速前進，但自己所在的戰車（旗車）遭到桑達斯大學附屬高中的（直美）從極遠的距離擊毀，輸掉了比賽。
在最終章第1話片尾沒有給她正式的名稱，和（維里迪亞娜）一樣，在最終章第2話片尾才有了正式的名稱。
維里迪亞娜（Viridiana，聲：葉山郁美）
別稱:無
出生不詳，生日不詳，年齡不詳，身高不詳，血型不詳，喜歡的花不詳，喜歡的戰車不詳
二號戰車F型駕駛員，青師團高中?年級生，首次出場於最終章第1話，在第41屆「無限軌道杯」抽籤現場，坐在（西住美穗）一行人前面，在最終章第2話裡，在隊長（艾爾）命令下，把戰車開到最快，來逃離對手的追擊，但最後還是被桑達斯大學附屬高中的（直美）從極遠的距離擊毀，輸掉了比賽。
在最終章第1話片尾沒有給她正式的名稱，和（艾爾）一樣，在最終章第2話片尾才有了正式的名稱。
崔絲塔娜（Tristana，聲：無）
別稱:無
出生不詳，生日不詳，年齡不詳，身高不詳，血型不詳，喜歡的花不詳，喜歡的戰車不詳
二號戰車F型通訊員，青師團高中?年級生，首次出場於最終章第1話，在第41屆「無限軌道杯」抽籤現場，坐在（西住美穗）一行人前面，在最終章第2話裡，自己所在的戰車（旗車）遭到桑達斯大學附屬高中的（直美）從極遠的距離擊毀，輸掉了比賽，是目前唯一沒有聲優的角色。
安達露西亞（Andalusia，聲：尾崎真實）
別稱:無
出生不詳，生日不詳，年齡不詳，身高不詳，血型不詳，喜歡的花不詳，喜歡的戰車不詳
二號戰車F型車長，青師團高中?年級生，首次出場於最終章第2話，跟著隊長（艾爾）的二號戰車F型一起逃離對手的追擊，不過途中被桑達斯大學附屬高中的（凱伊）擊毀，目前唯一有名字和聲優卻沒有露臉的角色。

### 波布魯高中 (ボンプル高校，Bonple High School)

#### 雷諾FT-17戰車小隊
- 使用戰車：雷諾FT-17戰車， 法國在第一次世界大戰生產的小型戰車。

舞子（Maiko，聲：大橋步夕）
別稱:無
出生不詳，生日不詳，年齡不詳，身高不詳，血型不詳，喜歡的花不詳，喜歡的戰車不詳
雷諾FT-17戰車車長（戰車道隊長），波布魯高中?年級生，首次出場於最終章第2話，有著橘色的進氣口髮型，帶領隊伍參加第41屆「無限軌道杯」，但自己所在的戰車（旗車）被安齊奧高中的L3/33輕型坦克群死死的卡住，最後被（安丘比）擊毀，輸掉了比賽，在官方外傳漫畫「緞帶武者」裡，從時任戰車部隊長（亞伊卡）接任隊長的位置。

### 陸上自衛隊
- 教练战车为10式戰車，移动时亦使用NBC偵察車。

蝶野亞美（Chouno Ami，聲：椎名碧流（日本）；連婉鈞（台灣））
隸屬陸上自衛隊，任職於「陸上自衛隊富士學校富士教導團戰車教導隊」，官階為「一等陸尉」。
受特別委託成為縣立大洗女子學園裡的戰車道教官。曾是西住志穗的學生，自稱一盯上的獵物就從未失手過，號稱擊破率120％。

### 日本戰車道聯盟審判員
篠川香音（Sasagawa Kanon，聲：山岡百合）
大賽的主審。有戴眼鏡。
高島麗美（B子，聲：秋奈）
比賽的副審，髮型是馬尾。
稻富響（C子）
比賽的副審，髮型是短髮。

### 其他
西住志穗（Nishizumi Shiho，聲：冬馬由美）
真穗與美穗的母親，西住流戰車道當主。起初對美穗她輸掉比賽和逃避戰車道而感到憤怒，但最後看著美穗在決賽中獲勝後而笑著為她鼓掌。
在劇場版裡，對於教育局官員執意要廢掉大洗學園特別感到不滿，利用眼鏡官請託自己成為未來高中戰車道領導人的請求時，與其他有力人士在官員身上，拗到一次高中學校戰車隊對抗大學隊的敗部復校機會。
西住常夫
本篇動漫畫皆未登場，也沒有肖像畫，出現在大洗町辦的特別活動中販賣的美穗「學園艦特別住民票」上，關係欄填的是「監護人」。官方已確認為真穗與美穗的父親。
菊代
漫畫版中登場的角色，西住家的傭人，稱呼真穗與美穗為「小姐」。
五十鈴百合（Isuzu Yuri，聲：倉田雅世）
五十鈴華的母親，花道名家。反對華選擇戰車道，討厭鐵與油的味道。在華的花道確實有所突破之後轉變態度，雖然仍舊不喜歡戰車道，但也不再明確反對。
新三郎（聲：伊丸岡篤）
五十鈴家的傭人。使用人力車為接送工具。
秋山好子（聲：仙台惠理）
優花里的母親。
秋山淳五郎（Akiyama Jungorou，聲：川原慶久）
優花里的父親，經營理髮廳，對於女兒能交到朋友顯得特別高興，對於女兒能贏得戰車道高中聯賽的優勝而歡喜無比。
冷泉久子（Reizei Hisako，聲：愛河里花子）
麻子的奶奶，因高血壓病倒住院，在高中聯賽的最後一戰前痊癒，看著自己的孫女在聯賽中優勝。
島田千代（Shimada Chiyo，聲：雪野五月）
劇場版登場角色。島田流戰車道的當家，愛里壽的母親。她接受西住流當家的挑戰，並叫愛里壽要徹底打敗大洗校隊，亦承諾她如果贏了的話就資助她去修復「破爛熊博物館」主題公園。雖然愛里壽最後在對戰中敗陣，依然協助愛里壽出資修建破爛熊博物館。而且她認為這次的對戰只是「政治上的對決」，所以她希望以後打的是「雙方沒有芥蒂」的友誼賽。
役者（聲：景浦大輔）
學園艦教育局的官員，在漫畫版裡的姓名為「辻廉太」，他在動畫版中向大洗學園學生會告訴將要廢校的消息，並在口頭上同意如果大洗學園在全國戰車道大賽中勝出的話，就撤回廢校的議案。
可是，當大洗學園在全國大會勝出後（劇場版時間線），礙於面子問題而改口對大洗學生會指出「口頭承諾沒有約束力」，所以繼續堅持要大洗學園停止營運。不過，因為大洗學園廢校遭到學園艦全體艦民的強烈抗議之外，還有戰車道聯盟理事長、西住流當主（美穗的母親）兩方施加壓力，所以局方就隨口提出只要大洗學園在戰車道對戰擊敗大學生選拔隊的話，就可以在「書面契約」上同意讓大洗學園繼續營運。但是局方為了讓大洗在這場對戰中慘敗而不擇手段，除了要只有8輛戰車的大洗學園隊和30輛戰車的大學生選拔隊打殲滅戰之外，暗地裡准許大學生選拔隊使用卡爾臼炮令大洗隊陷入絕對劣勢。
理事長（聲：飛田展男）
日本戰車道聯盟的理事長，在漫畫版裡的姓名為「兒玉七郎」。他也對文科省把奪得戰車道大賽冠軍的大洗學園停止營運的決定而感到不滿，聯同蝶野和西住流當家組成反對文科省廢掉大洗學園的陣營。在大洗對大學生隊的對戰前，暗地裡批准「短期轉校到大洗學園」的其他高校戰車道社團「攜帶私有戰車」加入比賽支援大洗學園隊補充為30輛戰車抗衡大學生選拔隊。